# 斜里町
斜里町（しゃりちょう）は、北海道オホーツク総合振興局にある町。道東にある知床半島の北側を占め、オホーツク海に面する。

## 町名の由来
現在の斜里川の下流一帯を指すアイヌ語地名「サㇽ（Sar）」（葦原）に由来するとされている。
アイヌ語では同語源の日高の「沙流」と区別するため、こちらを「ピンネサㇽ（pinne-sar）」（男性のサㇽ）、「沙流」の方を「マッネサㇽ（matne-sar）」（女性のサㇽ）と呼んで区別する。また、道南の古い物語中では当地を「モシㇼパサㇽ（mosir-pa-sar）」（島の・上手にある・サㇽ）と表している。

## 地理
オホーツク総合振興局最東部に位置しており、オホーツク海に面している。幅25 km、長さ65 kmに及ぶ知床半島を羅臼町と二分している。半島中央部を縦走している知床連山は険しい山岳と深い原始林、オホーツク海の荒波に海蝕（かいしょく）された断崖が続いており、世界自然遺産登録エリアのある「知床国立公園」がある。さらに、斜里岳、海別岳山麓からなる台地と斜里川・奥蘂別川水系を挟んだ平坦地からなっており、肥沃な土壌がある。斜里岳山麓台地はなだらかな山なみで、一部は「斜里岳道立自然公園」になっている。海別岳山麓は北西に広がる地域で、自然休養村の指定を受けている。また、海岸線の一部は「網走国定公園」となっている。
- 山：斜里岳（1,547 m）、瑠辺斯岳（659 m)、錐山（721 m）、小海別岳（902 m）、海別岳（1,419 m）、糠真布（735 m）、ラサウヌプリ（1,019 m）、遠音別岳（1,330 m）、知西別岳（1,317 m）、英嶺山（521 m）、天頂山（1,046 m）、羅臼岳（1,661 m）、三ッ峰（1,509 m）、サシルイ岳（1,564 m）、オッカバケ岳（1,462 m）、南岳（1,459 m）、知円別岳（1,544 m）、東岳（1,520 m）、知床硫黄山（1,562 m）、ルシャ山（848 m）、知床岳（1,254 m）、ポロモイ岳（992 m）、ウイーヌプリ（652m）
- 河川：斜里川、猿間川、幾品川、秋の川、奥蘂別川、ペレケ川、岩尾別川
- 湖沼：濤釣沼、知床五湖
- 滝：オシンコシンの滝、フレペの滝、カムイワッカ湯の滝、カムイワッカの滝
- 岬：オシンコシン崎、チャシコツ崎、プユニ岬、知床岬
- 島：鮹岩、カパルワタラ、イタシュベワタラ

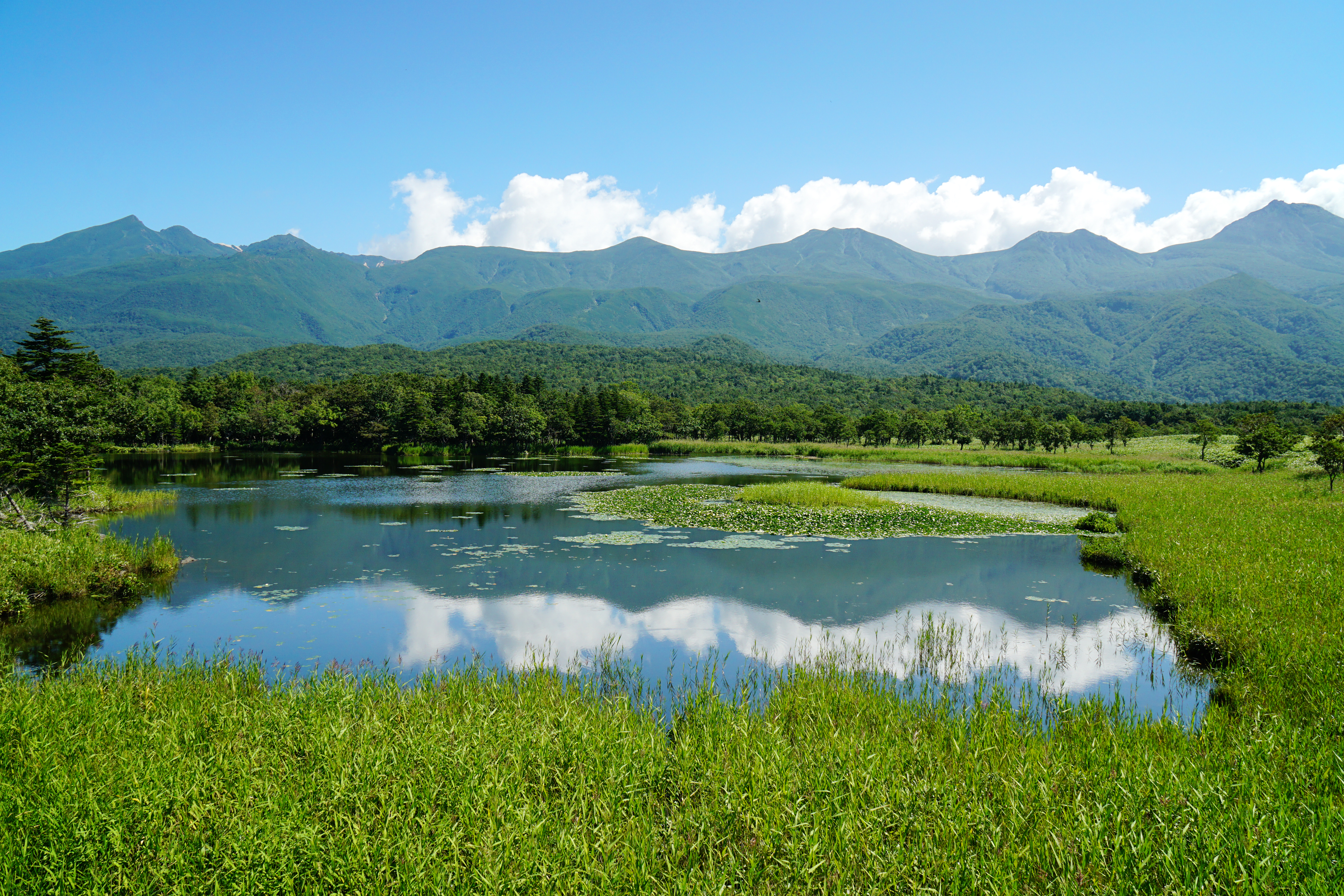
知床五湖と知床連山（2014年8月）
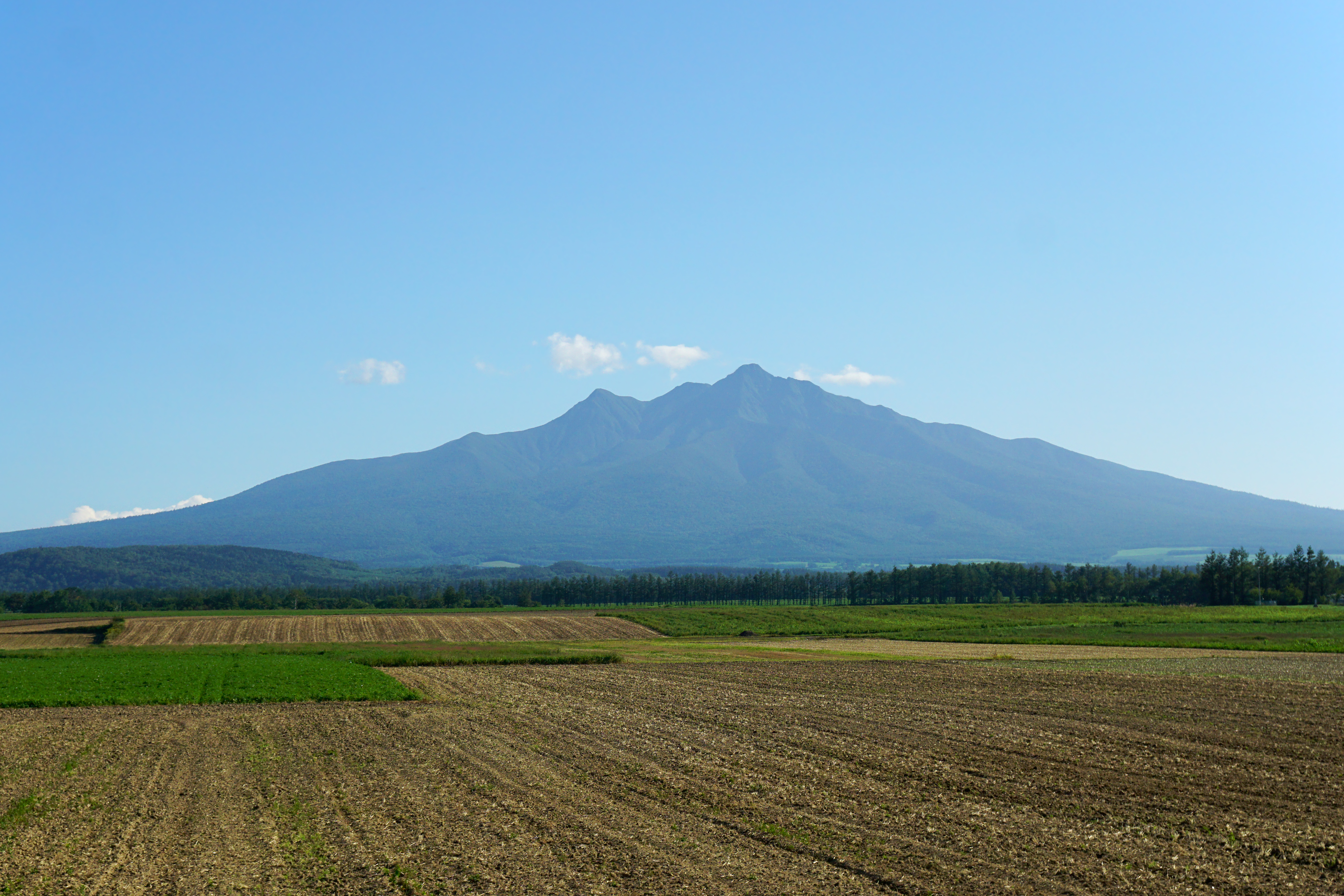
斜里岳（2014年8月）
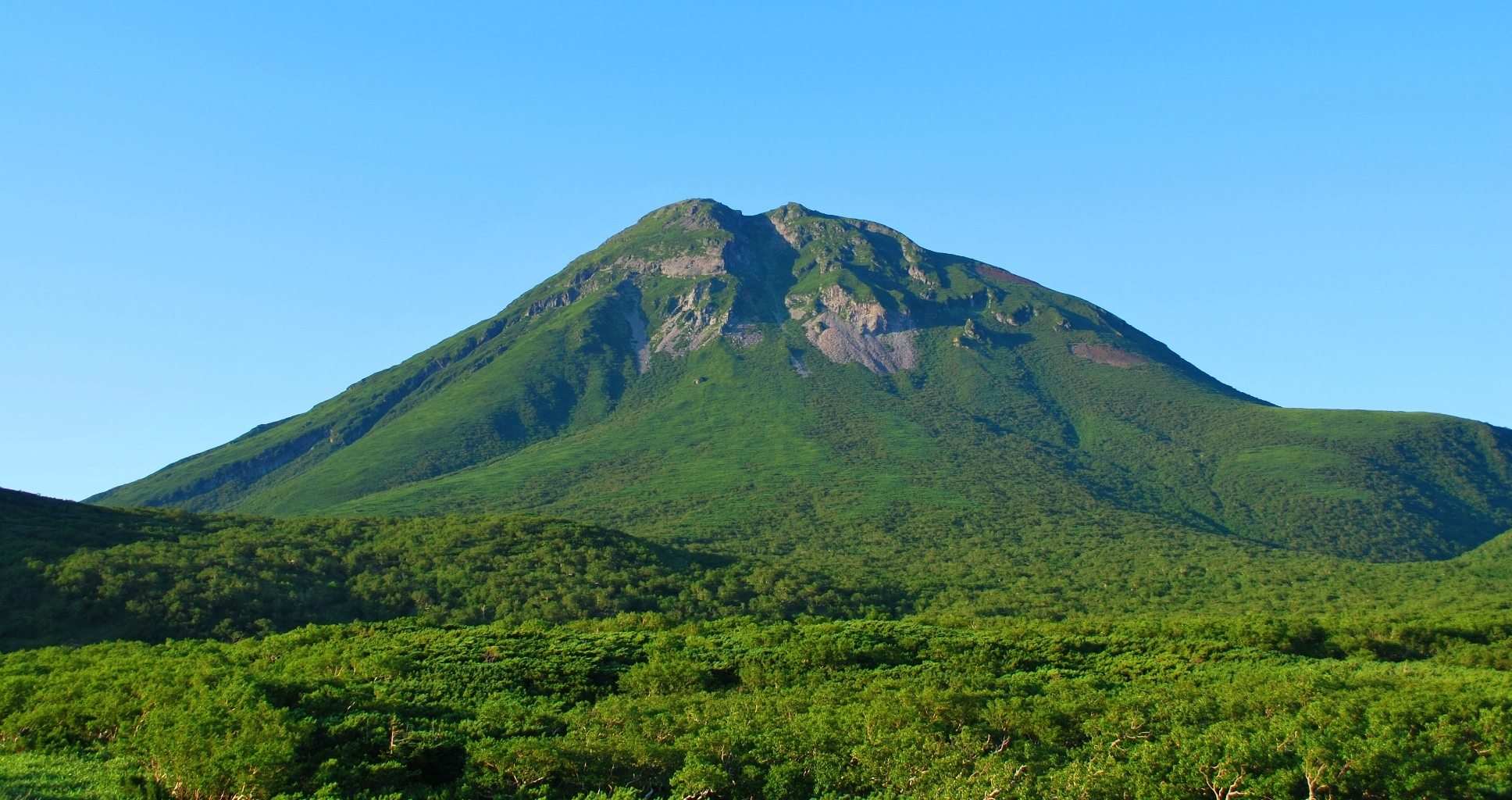
羅臼岳（2009年8月）
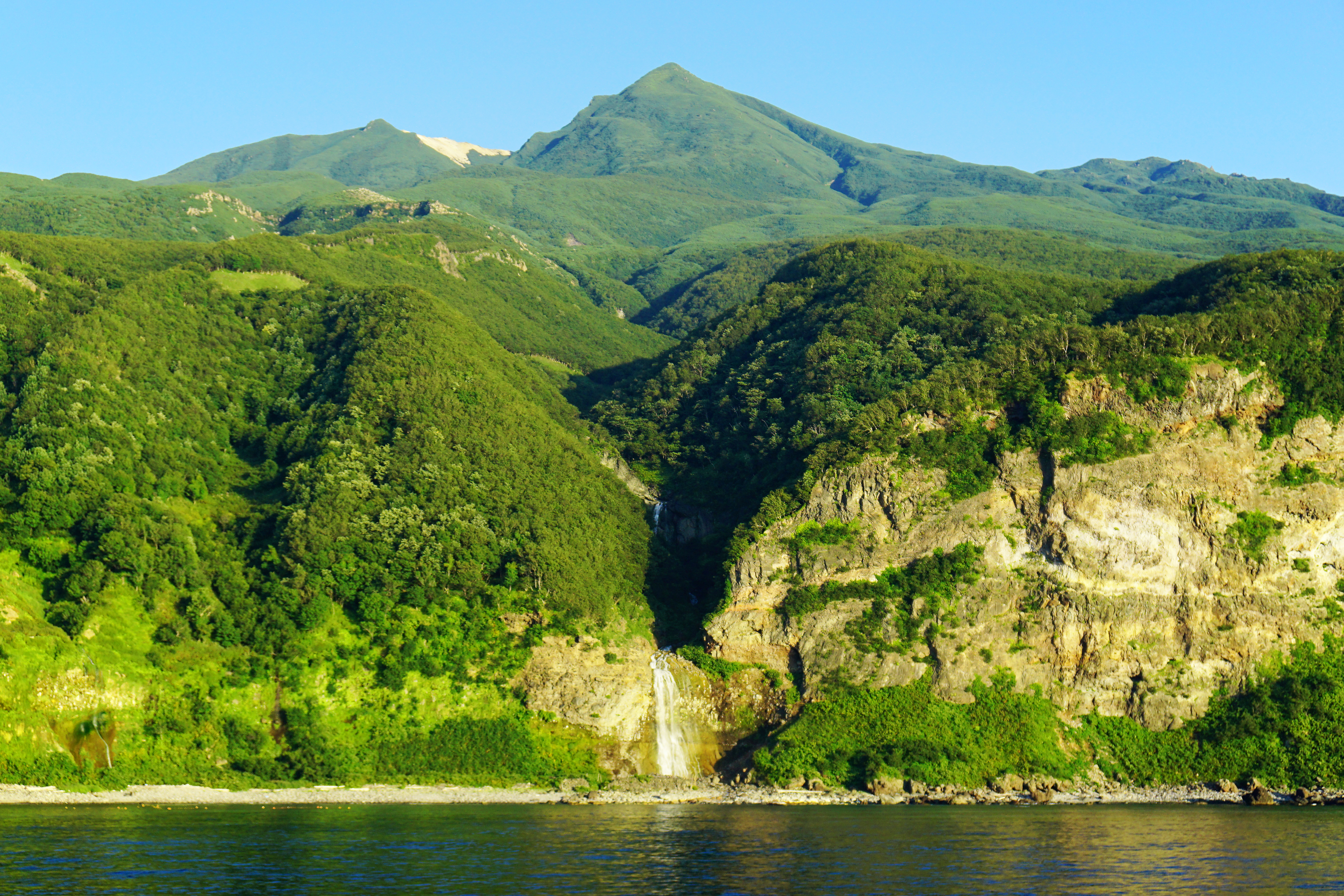
知床硫黄山（2014年8月）
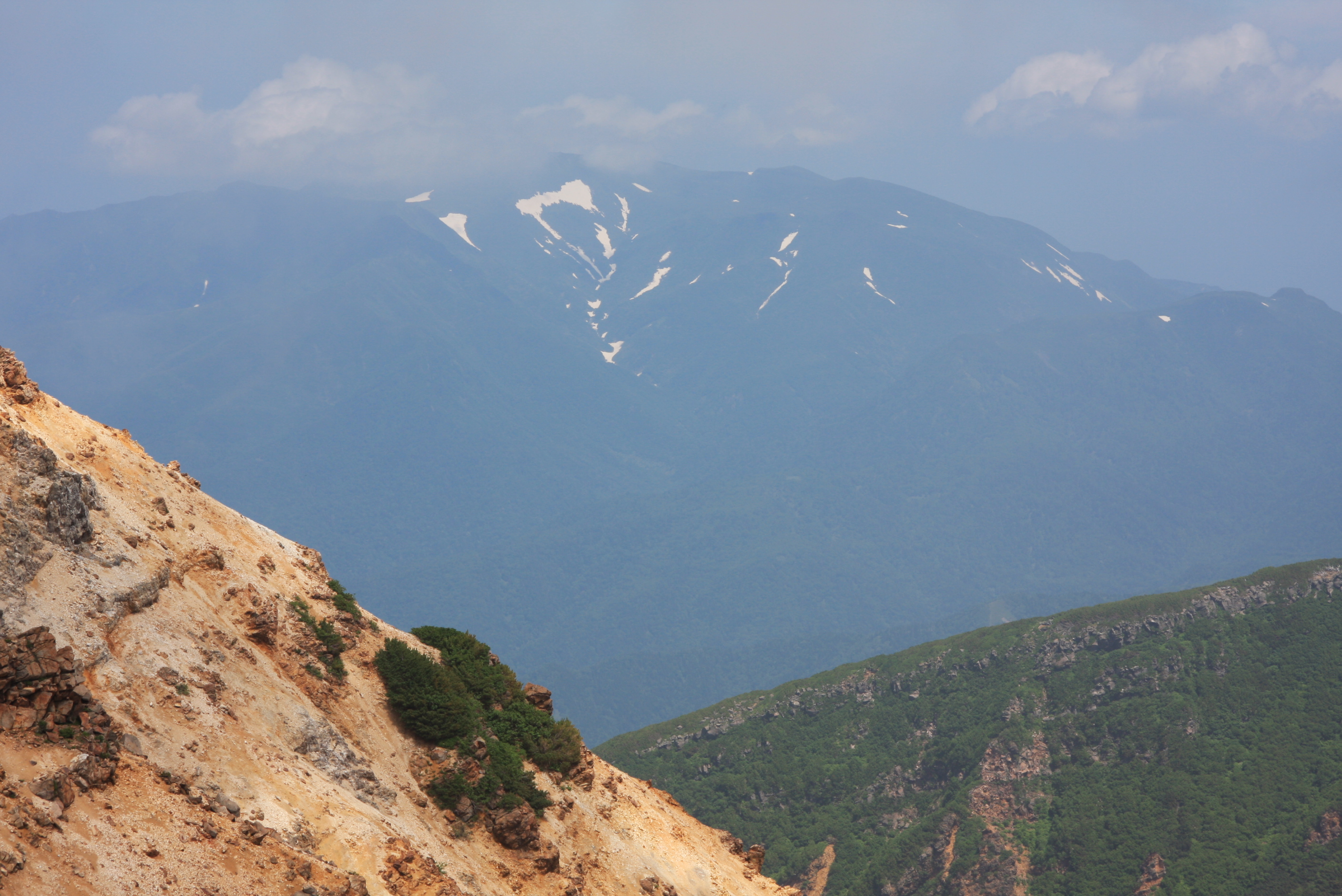
知床岳（2013年2月）
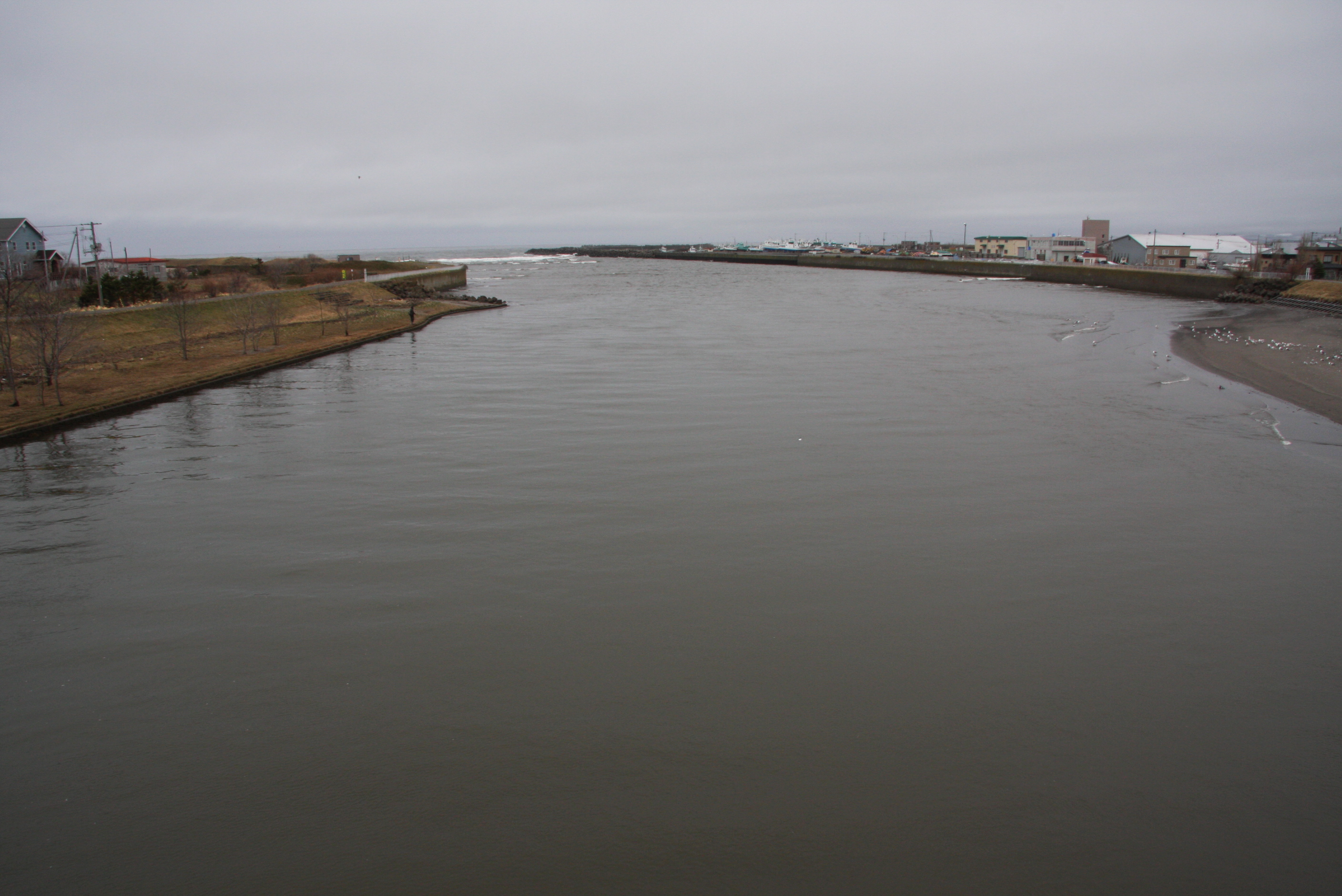
斜里川（2013年5月）
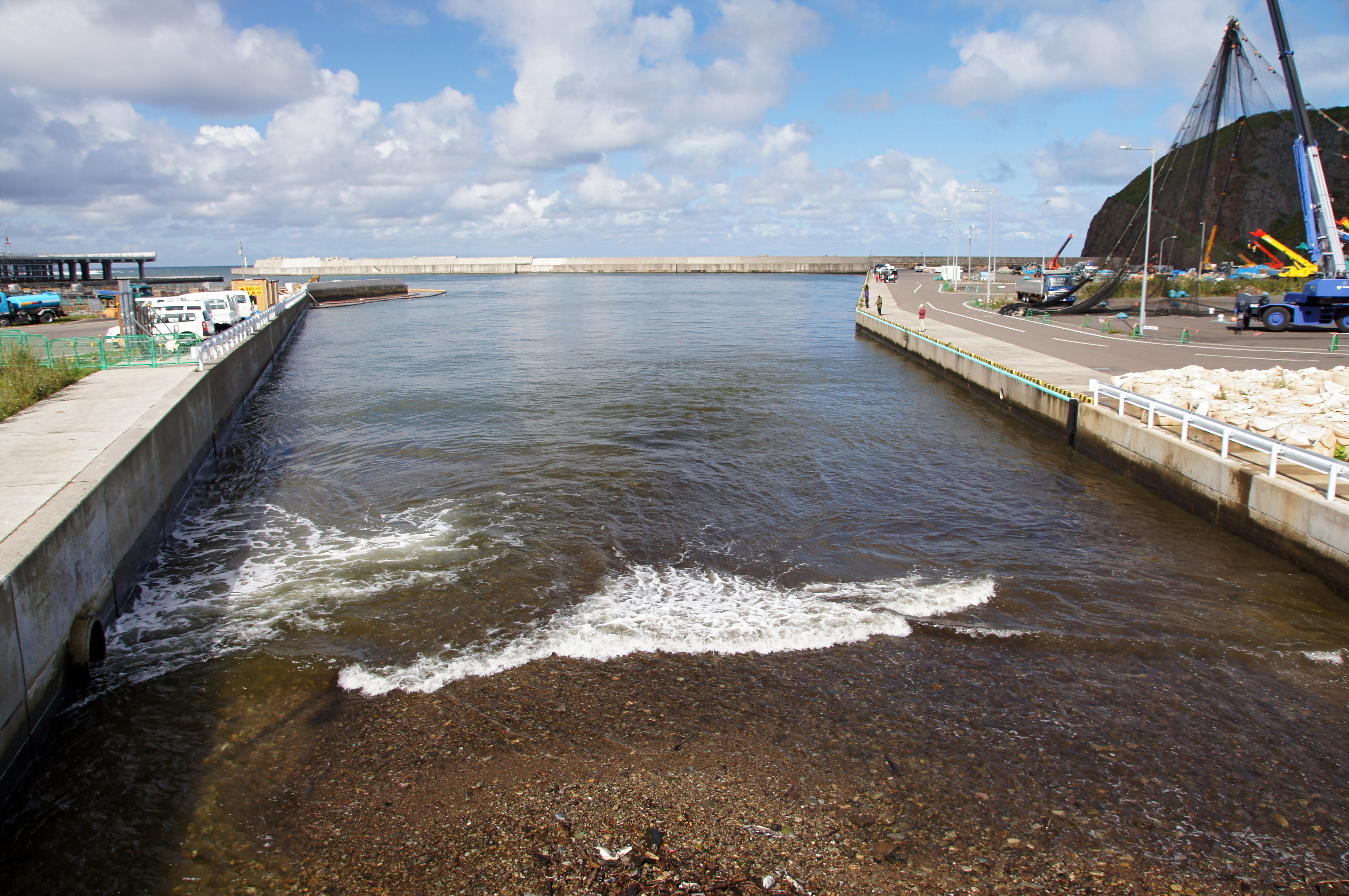
ペレケ川（2011年9月）
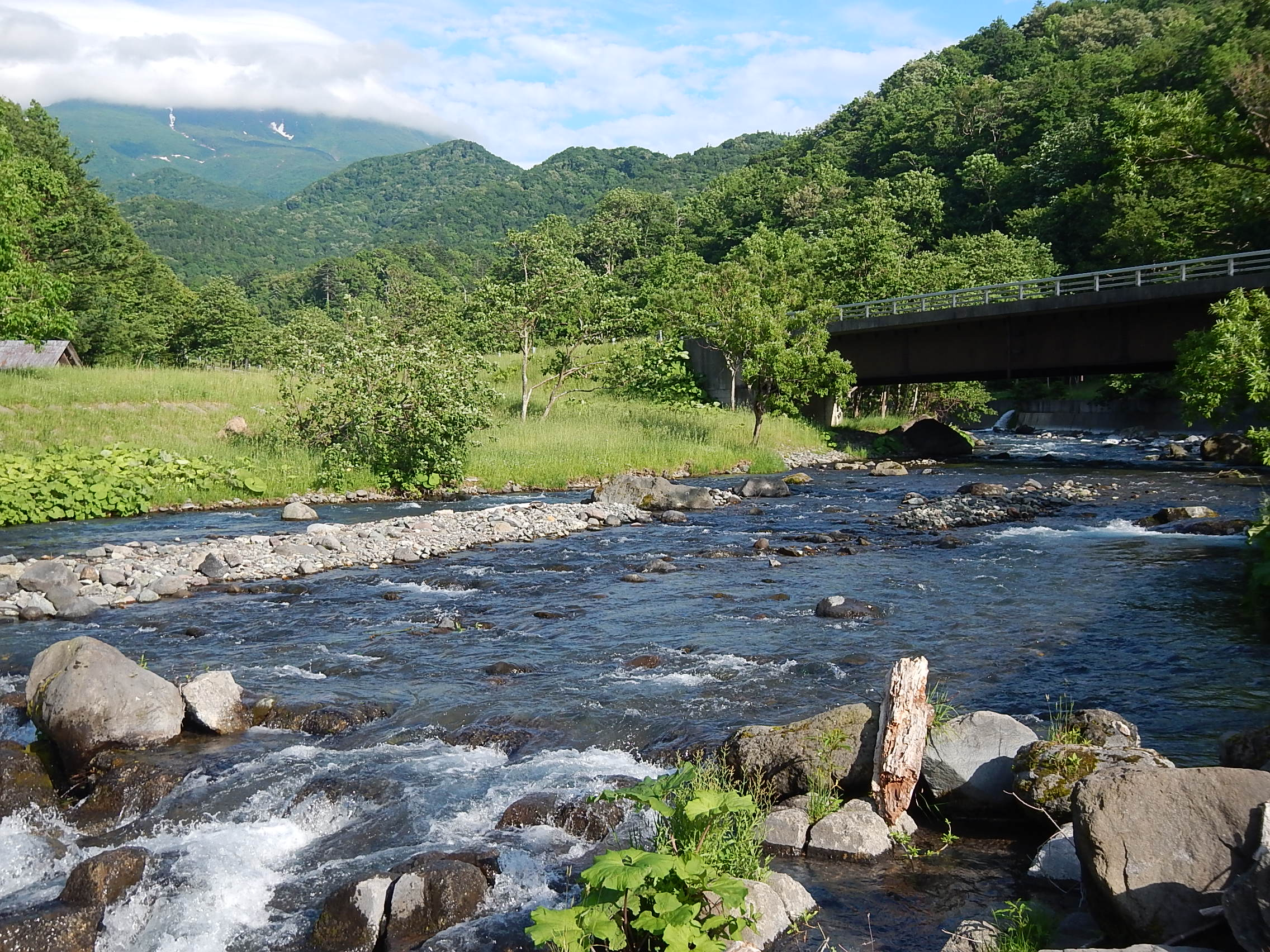
岩尾別川（2013年7月）
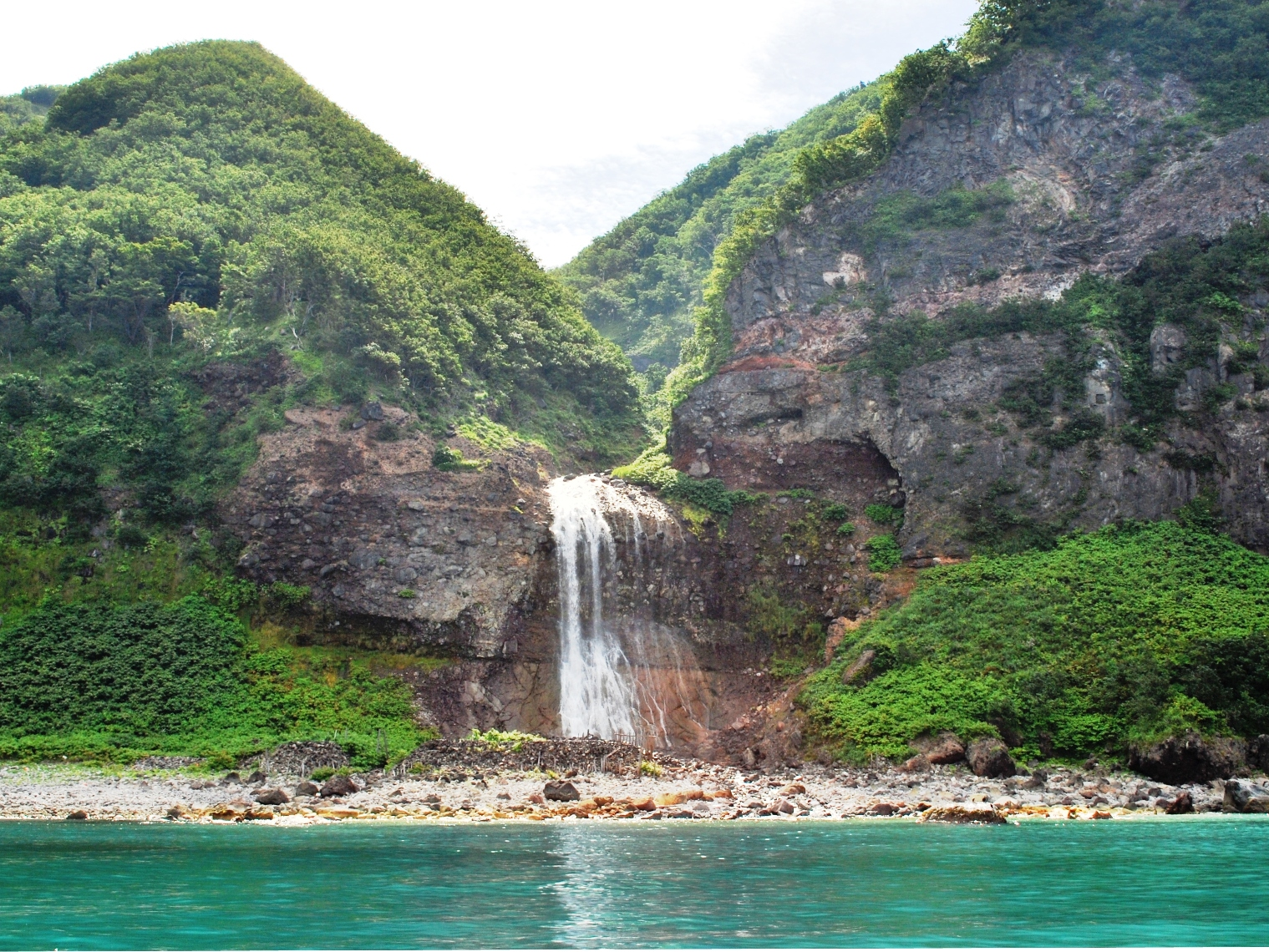
カムイワッカの滝（2009年8月）
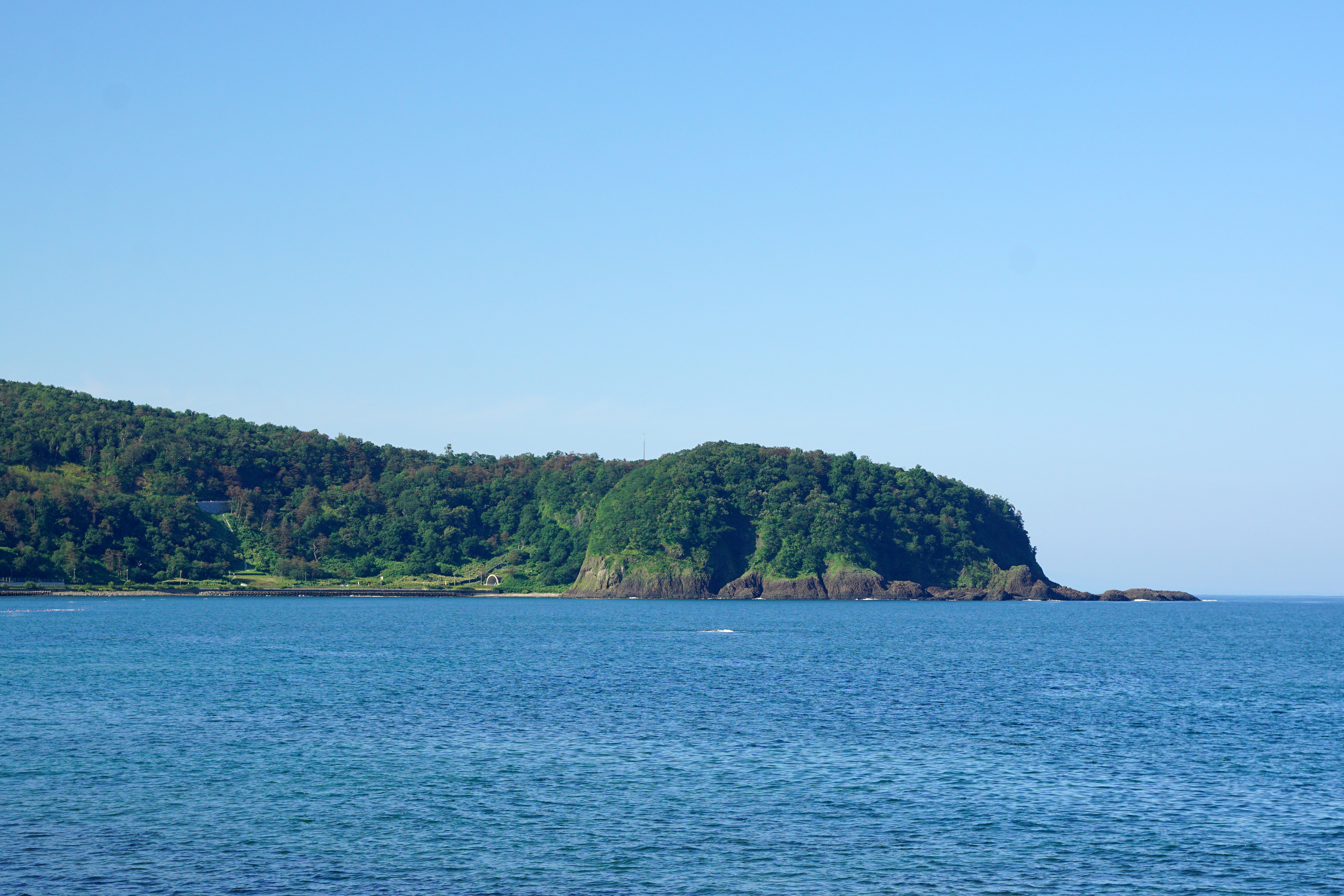
オシンコシン崎（2014年8月）
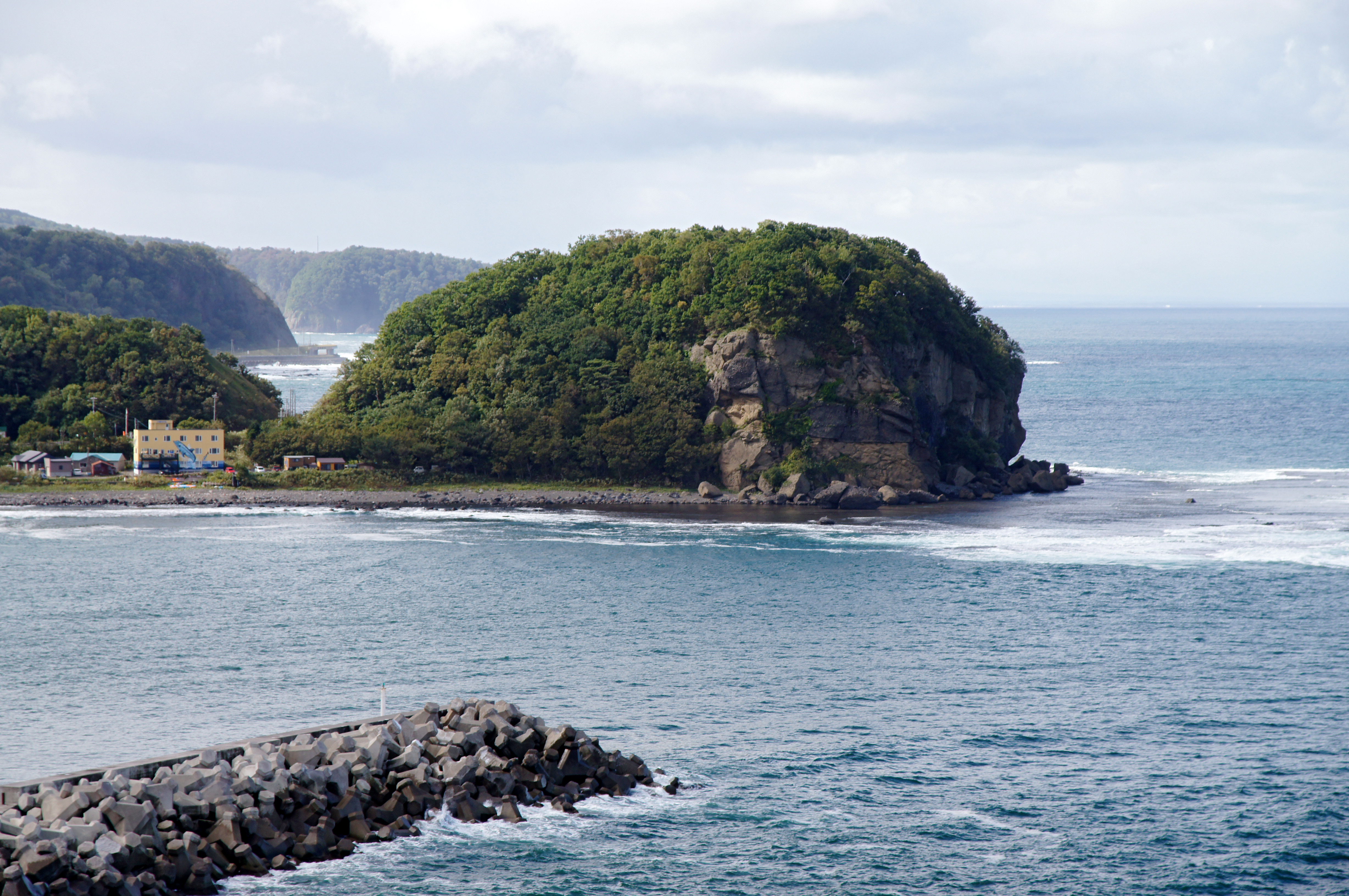
チャシコツ崎（2011年9月）
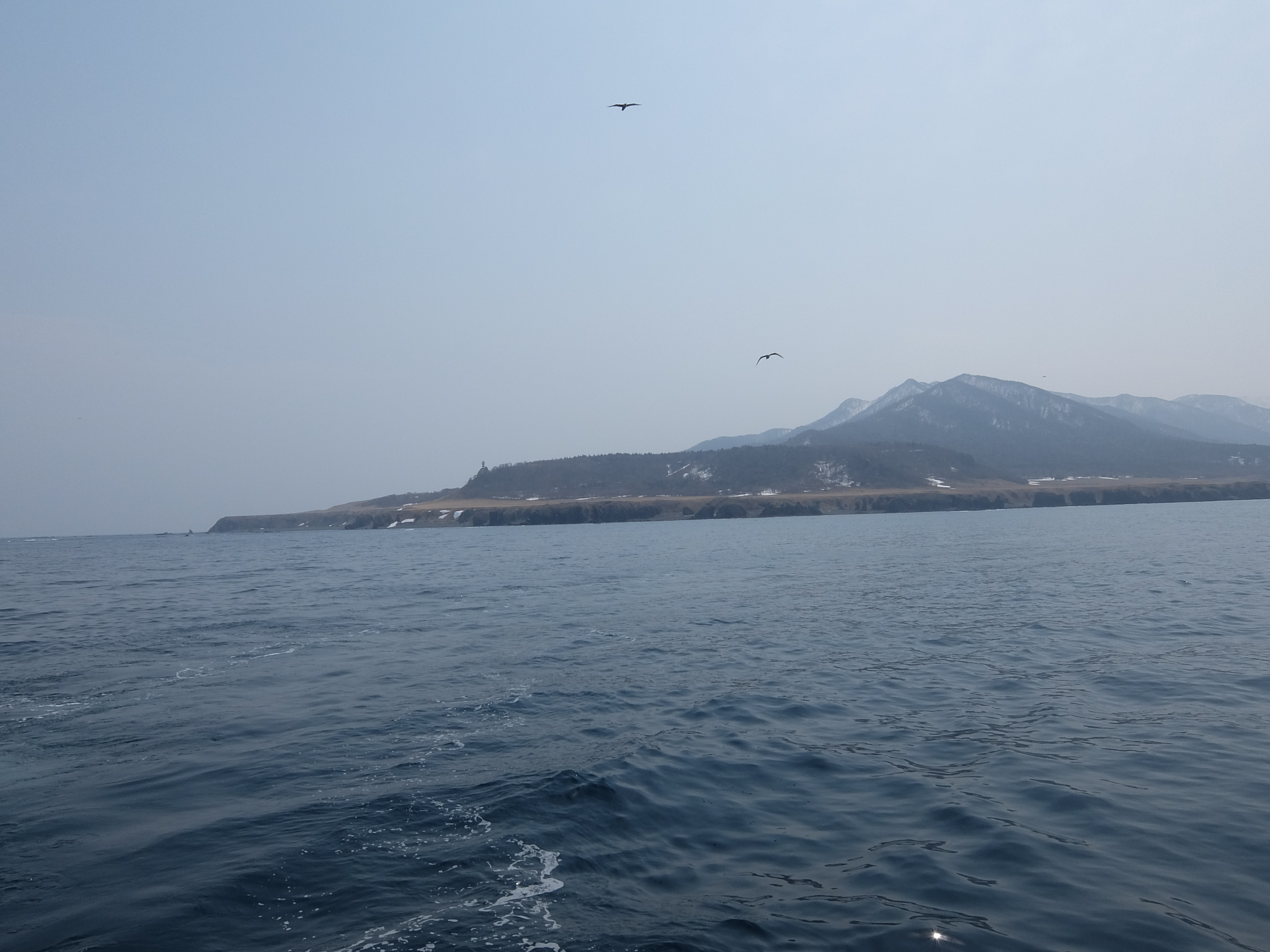
知床岬（2015年4月）

| 区域名                       | 指定年月日       | 面積             |
| ---------------------------- | ---------------- | ---------------- |
| 網走国定公園                 | 昭和33年7月1日   | 491ヘクタール    |
| 知床国立公園                 | 昭和39年6月1日   | 23,011ヘクタール |
| ウトロ崎学術自然保護地区     | 昭和49年3月30日  | 1ヘクタール      |
| 以久科海岸道自然環境保全地域 | 昭和51年5月21日  | 125ヘクタール    |
| 遠音別岳原生自然環境保全地域 | 昭和55年2月4日   | 1,045ヘクタール  |
| 斜里岳道立自然公園           | 昭和55年11月13日 | 915ヘクタール    |
| 知床世界自然遺産登録地域     | 平成17年7月17日  | 46,100ヘクタール |

### 気候
気温はオホーツク海の海流や流氷の影響により年平均気温は7℃以下となっている。冬期の降雪量はさほど多くはないが、北西の風が強いため融雪時期が遅い。山岳部の融雪が終わる6月中旬頃までは、斜里町特有のフェーン現象による南東の強風が種苗期の農作物に影響を与える。降水量は年間800～1200 mmであるが、融雪期である4月、5月の降雨によっては河川の水位が高くなることがある。
| 斜里（1991年 - 2020年）の気候      | 斜里（1991年 - 2020年）の気候 | 斜里（1991年 - 2020年）の気候 | 斜里（1991年 - 2020年）の気候 | 斜里（1991年 - 2020年）の気候 | 斜里（1991年 - 2020年）の気候 | 斜里（1991年 - 2020年）の気候 | 斜里（1991年 - 2020年）の気候 | 斜里（1991年 - 2020年）の気候 | 斜里（1991年 - 2020年）の気候 | 斜里（1991年 - 2020年）の気候 | 斜里（1991年 - 2020年）の気候 | 斜里（1991年 - 2020年）の気候 | 斜里（1991年 - 2020年）の気候 |
| 月                                 | 1月                           | 2月                           | 3月                           | 4月                           | 5月                           | 6月                           | 7月                           | 8月                           | 9月                           | 10月                          | 11月                          | 12月                          | 年                            |
| ---------------------------------- | ----------------------------- | ----------------------------- | ----------------------------- | ----------------------------- | ----------------------------- | ----------------------------- | ----------------------------- | ----------------------------- | ----------------------------- | ----------------------------- | ----------------------------- | ----------------------------- | ----------------------------- |
| 最高気温記録 °C （°F）             | 9.7 (49.5)                    | 13.6 (56.5)                   | 19.9 (67.8)                   | 31.2 (88.2)                   | 35.0 (95)                     | 33.1 (91.6)                   | 36.7 (98.1)                   | 37.1 (98.8)                   | 34.4 (93.9)                   | 30.5 (86.9)                   | 21.5 (70.7)                   | 15.7 (60.3)                   | 37.1 (98.8)                   |
| 平均最高気温 °C （°F）             | −2.2 (28)                     | −2.1 (28.2)                   | 2.1 (35.8)                    | 9.2 (48.6)                    | 15.6 (60.1)                   | 19.1 (66.4)                   | 22.6 (72.7)                   | 24.3 (75.7)                   | 21.2 (70.2)                   | 15.3 (59.5)                   | 7.8 (46)                      | 0.7 (33.3)                    | 11.1 (52)                     |
| 日平均気温 °C （°F）               | −6.5 (20.3)                   | −7.0 (19.4)                   | −2.3 (27.9)                   | 4.1 (39.4)                    | 9.8 (49.6)                    | 13.8 (56.8)                   | 17.7 (63.9)                   | 19.3 (66.7)                   | 16.0 (60.8)                   | 9.9 (49.8)                    | 3.2 (37.8)                    | −3.5 (25.7)                   | 6.2 (43.2)                    |
| 平均最低気温 °C （°F）             | −12.7 (9.1)                   | −13.9 (7)                     | −8.1 (17.4)                   | −1.0 (30.2)                   | 4.1 (39.4)                    | 8.8 (47.8)                    | 13.2 (55.8)                   | 14.8 (58.6)                   | 10.8 (51.4)                   | 4.2 (39.6)                    | −1.6 (29.1)                   | −9.1 (15.6)                   | 0.8 (33.4)                    |
| 最低気温記録 °C （°F）             | −27.8 (−18)                   | −31.6 (−24.9)                 | −25.7 (−14.3)                 | −19.1 (−2.4)                  | −4.5 (23.9)                   | −1.2 (29.8)                   | 2.6 (36.7)                    | 4.2 (39.6)                    | 0.7 (33.3)                    | −4.8 (23.4)                   | −20.1 (−4.2)                  | −24.0 (−11.2)                 | −31.6 (−24.9)                 |
| 降水量 mm （inch）                 | 35.1 (1.382)                  | 24.4 (0.961)                  | 37.0 (1.457)                  | 52.2 (2.055)                  | 60.2 (2.37)                   | 62.4 (2.457)                  | 85.7 (3.374)                  | 108.7 (4.28)                  | 122.6 (4.827)                 | 91.0 (3.583)                  | 63.7 (2.508)                  | 54.1 (2.13)                   | 802.0 (31.575)                |
| 降雪量 cm （inch）                 | 153 (60.2)                    | 124 (48.8)                    | 100 (39.4)                    | 30 (11.8)                     | 1 (0.4)                       | 0 (0)                         | 0 (0)                         | 0 (0)                         | 0 (0)                         | 1 (0.4)                       | 17 (6.7)                      | 101 (39.8)                    | 524 (206.3)                   |
| 平均降水日数 （≥1.0 mm）           | 11.0                          | 7.8                           | 8.6                           | 10.2                          | 10.8                          | 10.4                          | 11.0                          | 11.3                          | 11.3                          | 10.9                          | 11.9                          | 11.1                          | 126.8                         |
| 平均月間日照時間                   | 78.2                          | 112.9                         | 151.7                         | 171.3                         | 180.4                         | 175.0                         | 176.1                         | 167.2                         | 155.9                         | 141.5                         | 101.4                         | 88.7                          | 1,700.4                       |
| 出典1：Japan Meteorological Agency |                               |                               |                               |                               |                               |                               |                               |                               |                               |                               |                               |                               |                               |
| 出典2：気象庁                      |                               |                               |                               |                               |                               |                               |                               |                               |                               |                               |                               |                               |                               |

| 宇登呂（1991年 - 2020年）の気候    | 宇登呂（1991年 - 2020年）の気候 | 宇登呂（1991年 - 2020年）の気候 | 宇登呂（1991年 - 2020年）の気候 | 宇登呂（1991年 - 2020年）の気候 | 宇登呂（1991年 - 2020年）の気候 | 宇登呂（1991年 - 2020年）の気候 | 宇登呂（1991年 - 2020年）の気候 | 宇登呂（1991年 - 2020年）の気候 | 宇登呂（1991年 - 2020年）の気候 | 宇登呂（1991年 - 2020年）の気候 | 宇登呂（1991年 - 2020年）の気候 | 宇登呂（1991年 - 2020年）の気候 | 宇登呂（1991年 - 2020年）の気候 |
| 月                                 | 1月                             | 2月                             | 3月                             | 4月                             | 5月                             | 6月                             | 7月                             | 8月                             | 9月                             | 10月                            | 11月                            | 12月                            | 年                              |
| ---------------------------------- | ------------------------------- | ------------------------------- | ------------------------------- | ------------------------------- | ------------------------------- | ------------------------------- | ------------------------------- | ------------------------------- | ------------------------------- | ------------------------------- | ------------------------------- | ------------------------------- | ------------------------------- |
| 最高気温記録 °C （°F）             | 10.8 (51.4)                     | 15.8 (60.4)                     | 21.0 (69.8)                     | 28.7 (83.7)                     | 33.6 (92.5)                     | 32.9 (91.2)                     | 34.2 (93.6)                     | 35.3 (95.5)                     | 32.9 (91.2)                     | 29.8 (85.6)                     | 22.8 (73)                       | 15.6 (60.1)                     | 35.3 (95.5)                     |
| 平均最高気温 °C （°F）             | −2.7 (27.1)                     | −2.7 (27.1)                     | 1.4 (34.5)                      | 8.3 (46.9)                      | 14.8 (58.6)                     | 18.3 (64.9)                     | 22.0 (71.6)                     | 23.3 (73.9)                     | 20.2 (68.4)                     | 14.4 (57.9)                     | 7.3 (45.1)                      | 0.5 (32.9)                      | 10.4 (50.7)                     |
| 日平均気温 °C （°F）               | −5.3 (22.5)                     | −6.0 (21.2)                     | −2.0 (28.4)                     | 4.0 (39.2)                      | 9.8 (49.6)                      | 13.5 (56.3)                     | 17.3 (63.1)                     | 18.8 (65.8)                     | 15.6 (60.1)                     | 10.1 (50.2)                     | 3.7 (38.7)                      | −2.4 (27.7)                     | 6.4 (43.5)                      |
| 平均最低気温 °C （°F）             | −8.6 (16.5)                     | −10.0 (14)                      | −5.9 (21.4)                     | −0.3 (31.5)                     | 4.9 (40.8)                      | 8.9 (48)                        | 13.2 (55.8)                     | 14.8 (58.6)                     | 11.4 (52.5)                     | 5.8 (42.4)                      | 0.1 (32.2)                      | −5.5 (22.1)                     | 2.4 (36.3)                      |
| 最低気温記録 °C （°F）             | −18.3 (−0.9)                    | −20.8 (−5.4)                    | −20.9 (−5.6)                    | −10.5 (13.1)                    | −3.8 (25.2)                     | −0.5 (31.1)                     | 3.5 (38.3)                      | 6.0 (42.8)                      | 3.4 (38.1)                      | −2.2 (28)                       | −9.6 (14.7)                     | −13.9 (7)                       | −20.9 (−5.6)                    |
| 降水量 mm （inch）                 | 76.9 (3.028)                    | 54.9 (2.161)                    | 72.2 (2.843)                    | 98.2 (3.866)                    | 104.6 (4.118)                   | 84.2 (3.315)                    | 101.2 (3.984)                   | 132.5 (5.217)                   | 143.5 (5.65)                    | 130.1 (5.122)                   | 105.5 (4.154)                   | 112.7 (4.437)                   | 1,202.1 (47.327)                |
| 降雪量 cm （inch）                 | 168 (66.1)                      | 136 (53.5)                      | 118 (46.5)                      | 46 (18.1)                       | 7 (2.8)                         | 0 (0)                           | 0 (0)                           | 0 (0)                           | 0 (0)                           | 1 (0.4)                         | 29 (11.4)                       | 138 (54.3)                      | 635 (250)                       |
| 平均降水日数 （≥1.0 mm）           | 15.3                            | 10.5                            | 10.6                            | 10.6                            | 11.7                            | 11.0                            | 11.1                            | 11.5                            | 12.3                            | 12.3                            | 13.9                            | 15.1                            | 145.8                           |
| 平均月間日照時間                   | 59.3                            | 91.6                            | 130.7                           | 157.0                           | 175.1                           | 170.5                           | 173.3                           | 162.2                           | 148.5                           | 128.4                           | 77.3                            | 53.5                            | 1,527.2                         |
| 出典1：Japan Meteorological Agency |                                 |                                 |                                 |                                 |                                 |                                 |                                 |                                 |                                 |                                 |                                 |                                 |                                 |
| 出典2：気象庁                      |                                 |                                 |                                 |                                 |                                 |                                 |                                 |                                 |                                 |                                 |                                 |                                 |                                 |

### 人口
| |                                        |  |
| 斜里町と全国の年齢別人口分布（2005年） | 斜里町の年齢・男女別人口分布（2005年） |  |
| ■紫色 ― 斜里町 ■緑色 ― 日本全国 | ■青色 ― 男性 ■赤色 ― 女性              |  |
| 斜里町（に相当する地域）の人口の推移 \| 1970年（昭和45年） \| 16,674人 \| \| \| 1975年（昭和50年） \| 15,996人 \| \| \| 1980年（昭和55年） \| 15,795人 \| \| \| 1985年（昭和60年） \| 15,955人 \| \| \| 1990年（平成2年） \| 15,182人 \| \| \| 1995年（平成7年） \| 14,634人 \| \| \| 2000年（平成12年） \| 14,066人 \| \| \| 2005年（平成17年） \| 13,431人 \| \| \| 2010年（平成22年） \| 13,051人 \| \| \| 2015年（平成27年） \| 12,231人 \| \| \| 2020年（令和2年） \| 11,418人 \| \| |                                        |  |
| 総務省統計局 国勢調査より |                                        |  |
| 1970年（昭和45年） | 16,674人                               |  |
| 1975年（昭和50年） | 15,996人                               |  |
| 1980年（昭和55年） | 15,795人                               |  |
| 1985年（昭和60年） | 15,955人                               |  |
| 1990年（平成2年） | 15,182人                               |  |
| 1995年（平成7年） | 14,634人                               |  |
| 2000年（平成12年） | 14,066人                               |  |
| 2005年（平成17年） | 13,431人                               |  |
| 2010年（平成22年） | 13,051人                               |  |
| 2015年（平成27年） | 12,231人                               |  |
| 2020年（令和2年） | 11,418人                               |  |

## 歴史
「町のあゆみ」参照
- 縄文時代：ストーンサークルがみられる。
- 1635年（寛永12年）：松前藩家臣村上掃部左衛門広儀が島内を巡行し、斜里に来る。
- 1790年（寛政02年）：村山伝兵衛が斜里場所運上屋差配人となる。
- 1796年（寛政08年）：斜里神社創建。
- 1807年（文化04年）：蝦夷地全島が江戸幕府直轄となる。「津軽藩士殉難事件」発生。
- 1808年（文化05年）：柏屋喜兵衛（後の藤野）他が共同で宗谷・斜里場所の請負となる。
- 1815年（文化12年）：宗谷・斜里場所が藤野喜兵衛の単独請負となる。
- 1869年（明治02年）：蝦夷地を北海道と改め、11国86郡を定める。北見国斜里郡となる。
- 1872年（明治05年）：斜里郡が根室支庁管轄となる。斜里郡の村名が定められシャリ村、シマトカリ村、ヲネベツ村、ヤンベツ村、アヲシマイ村の5ヵ村誕生。
- 1875年（明治08年）：村名が漢字の斜里村・朱円村（しゅまとかり）、遠音別村（おんねべつ）、止別村（やむべつ）、蒼瑁村（あおしまい）となる。
- 1878年（明治11年）：斜里村役場設置。
- 1879年（明治12年）：斜里村外四ヵ村戸長役場設置。
- 1885年（明治18年）：越川山道を開削し、根室と斜里を結ぶ。
- 1888年（明治21年）：網走警察署斜里分署（現在の斜里警察署）設置。
- 1889年（明治22年）：知床硫黄山噴火（1890年にも噴火）。
- 1894年（明治27年）：越川に駅逓所開設。
- 1901年（明治34年）：斜里に初めて定期船が寄港。
- 1913年（大正02年）：三井農場が北海道外の府県から移民を入れ、未開地3,000町歩の開墾に着手。
- 1915年（大正04年）：二級町村制施行。斜里、朱円、遠音別、止別、蒼瑁の5ヵ村を合併して斜里村と改称。
- 1919年（大正08年）：小清水村（現在の小清水町）分村。
- 1925年（大正14年）：釧網線（現在の釧網本線）網走駅—斜里駅間開通。
- 1929年（昭和04年）：釧網線斜里駅—札鶴駅間開通（1931年釧網線全線開通）。
- 1932年（昭和07年）：殖民軌道斜里—チプドマリ間開通。
- 1939年（昭和14年）：町制施行し、斜里町となる。
- 1941年（昭和16年）：斜里実科高等女学校（後の北海道斜里高等学校）開校。
- 1943年（昭和18年）：上斜里村（現在の清里町）分村。
- 1951年（昭和26年）：宇登呂漁港が「第4種漁港」指定[12]。
- 1954年（昭和29年）：網走市から弟子屈町に向かう昭和天皇、香淳皇后のお召し列車が斜里駅に停車。駅前奉迎が行われた[13]。
- 1957年（昭和32年）：国鉄根北線斜里駅—越川駅間開通（1970年廃止）。道道ウトロ斜里線改修工事完成。
- 1961年（昭和36年）：斜里町立国民健康保険病院開院。斜里大橋完成。
- 1963年（昭和38年）：知床岬灯台完成。
- 1964年（昭和39年）：「知床国立公園」指定。
- 1968年（昭和43年）：斜里町総合庁舎完成。
- 1969年（昭和44年）：知床林道整備。
- 1970年（昭和45年）：斜里町立図書館開館。
- 1972年（昭和47年）：「斜里町自然保護条例」制定。
- 1973年（昭和48年）：沖縄県八重山郡竹富町と姉妹町盟約。ウトロ香川台地に温泉湧出。
- 1975年（昭和50年）：道道知床公園線が国道（国道334号）昇格。
- 1977年（昭和52年）：「しれとこ100平方メートル運動」始まる[14]。
- 1978年（昭和53年）：「斜里町100年・町制40年記念式典」開催。知床博物館開館。
- 1980年（昭和50年）：知床横断道路（知床峠）開通。「斜里岳道立自然公園」指定。「しれとこ産業まつり」初開催。
- 1981年（昭和56年）：斜里町立豊里小学校閉校。
- 1982年（昭和57年）：国の鳥獣保護区指定。
- 1983年（昭和58年）：青森県弘前市と友好都市盟約。「しれとこ斜里ねぷた」初開催。
- 1987年（昭和62年）：斜里町立富士小学校閉校。「知床ファンタジア」初開催。
- 1988年（昭和63年）：知床自然センターオープン。
- 1990年（平成02年）：林野庁が知床国立公園を森林生態系保護地域に指定。
- 1993年（平成05年）：姉妹町友好都市交流記念館開館。
- 1998年（平成10年）：斜里町公民館「ゆめホール知床」オープン。斜里駅が知床斜里駅へ改称。
- 1999年（平成11年）：知床国立公園カムイワッカ地区のマイカー規制開始。総合保健福祉センター ぽると21オープン。
- 2005年（平成17年）：知床がユネスコ（国際連合教育科学文化機関）世界自然遺産に登録。
- 2006年（平成18年）：ごみ処理有料化スタート。宇登呂漁港がウトロ漁港と名称変更[12]。
- 2007年（平成19年）：道の駅うとろ・シリエトク、道の駅しゃりオープン。知床斜里駅リニューアル。
- 2009年（平成21年）：斜里町と羅臼町、標津町、清里町が「知床観光圏」に認定[15]。
- 2014年（平成26年）：斜里町立峰浜小学校閉校。
- 2016年（平成28年）：ウトロ漁港第2港区（ペレケ地区）新埠頭等供用開始[16]。
- 2022年（令和4年）：知床遊覧船沈没事故が発生。斜里町はウトロ支所に合同による現地対策本部を設ける便宜を図った[17]ほか、町有施設を犠牲者の遺体安置所として提供した[18]。

## 姉妹町・友好都市
姉妹町
- 八重山郡竹富町（沖縄県）
  - 1973年（昭和48年）1月10日盟約[8]

友好都市
- 弘前市（青森県）
  - 1983年（昭和58年）2月12日盟約[8]

## 行政
役場
- 斜里町役場
  - ウトロ支所

町長
- 馬場隆

### しれとこ100平方メートル運動

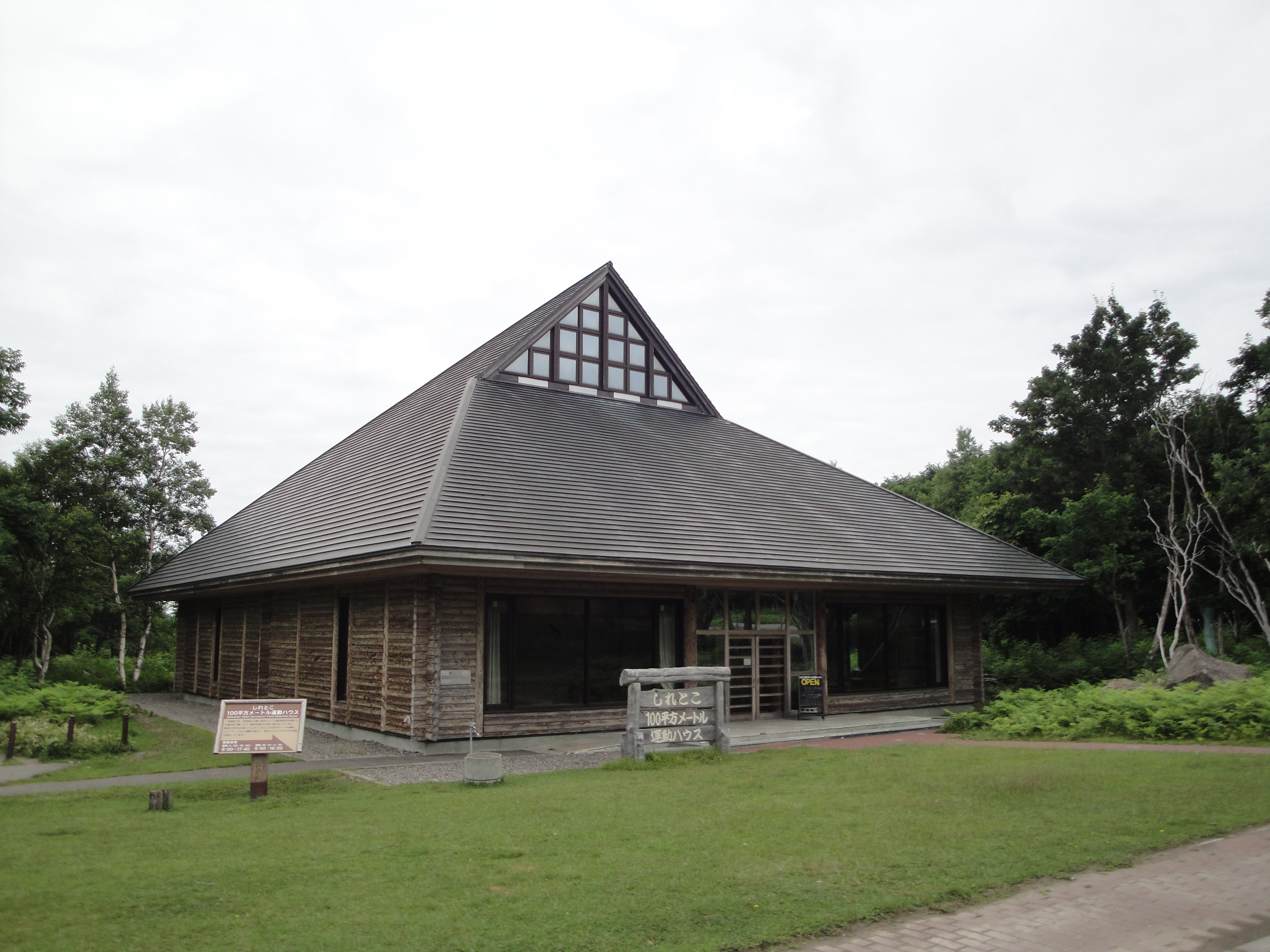
しれとこ100平方メートル運動ハウス（2011年7月）

1977年（昭和52年）から日本国内初のナショナルトラスト運動「しれとこ100平方メートル運動」が始まった。これは、藤谷豊町長（当時）主導により、乱開発の懸念があった開拓跡地の買い取りに必要な寄付を募った活動である。知床半島の開発は1914年（大正3年）の幌別・岩尾別地区の農業開拓に始まり、1925年（大正14年）には一時ほとんどが撤退するも1938年（昭和13年）に再開、1949年（昭和24年）の国家プロジェクトもあって入地者が増加した（「戦後開拓」も参照）。開墾を進めていく中で畑として使用できる面積が少ないことなどの地理的条件から開拓計画も見直しを迫られた。この2地区には集団入植が3度行われ、ピーク時に60世帯が暮らしたが、営農条件の厳しさから離農が相次いだ。
1964年（昭和39年）に知床国立公園指定を受けると、知床の原生的な自然が評価されるようになり、『知床旅情』のヒットもあって観光客が激増。それに伴い、観光開発や原野商法の対象として着目されるようになっていた。国立公園指定後、行政は手当や転職斡旋等によって離農を勧め、1973年（昭和48年）まで営農していた入植者を最後に開拓の歴史に幕を閉じた。一方で、北海道内外の不動産業者による土地買い取りの手が伸びており、国立公園内とはいえ保護規制が比較的緩い地域の土地開発が行われて自然が損なわれる可能性があったため、斜里町は農地所有者に対して土地を売るという方針転換をした。また、土地を守り抜いた開拓離農者からは町議会に対して一括で土地を買い上げるよう嘆願。国や北海道による買い上げが不可能な状況などから、町の独自事業として開拓跡地の保全に努めることにした。藤谷町長はイギリスのナショナル・トラストによる活動に注目し、知床流のナショナル・トラストに向けた行動を始めた。
「しれとこ100平方メートル運動」は860ヘクタールを対象とし、1口8,000円で日本全国から寄付金を募って順次土地を買い占めていった。1982年（昭和57年）には運動開始5周年を記念して、日本国内初となるナショナル・トラストを考えるシンポジウムが知床で開催。自治体が進めるトラスト運動として国際的にも注目を集めた。1986年（昭和61年）には林野庁が「国有林大量伐採計画」を立ち上げると全国的な反対運動が起こり、1987年には一部のトラスト対象隣接地で伐採が一部強行されたが、その後に伐採計画は中止となった。1997年（平成9年）には募金目標をほぼ達成し、新たに原生林回復・生物相復活を目標とする「100平方メートル運動の森・トラスト」運動を展開。100年先を目指す長期全体目標、20年毎に定める中期目標、運動地内を5区画に区分して5年で一巡する5年回帰作業計画の3段階の計画に従って作業を進めている。新旧トラスト運動への寄付は個人・団体含めて約6万8000件、9億円以上に達した。なお、2010年（平成22年）11月9日の正式契約を以って最後に残っていた土地を取得が完了した。開拓地であった歴史を後世に伝えるため、一部の廃屋を残しながら生物相の回復が進められているが、エゾシカによる植生食害が問題になっている。

### 平成の大合併に伴う動き
平成の大合併により斜里町でも周辺市町村との合併を模索し、2002年（平成14年）に網走市を含む9市町村で研究会を設置するも断念。その後、斜里郡3町（清里町と小清水町）での合併を検討した。結果、清里町と小清水町が合併に慎重な姿勢を示したため、実現しなかった。また、知床半島を共有している隣町の羅臼町も隣接する標津町、中標津町、別海町との合併を模索するも標津町と別海町が離脱し、中標津町との飛び地合併と市制施行を検討していた。新市名を募集したところ「知床」や「しれとこ」の名がつく名前が上位を占め、「新知床市」「東知床市」「南知床市」の中から最終的に「東知床市」を選び、新市役所を中標津町役場とすることも合意していた。
こうした動きに斜里町は新市名に「知床」を入れることに異議を申し立てて騒動となったが、午来昌（ごらい・さかえ）町長（当時）の「自治体名にこだわらず、知床を守ることを全国にアピールすることが大切」との提案により臨時町議会で『知床を守り育てるまち宣言』を全会一致で可決し、「知床市」問題の決着を図った。結局、中標津町の住民投票により合併に対する反対票が半数を超えたため両町による協議会は解散することになり、合併は実現しなかった。

## 議会
- 議員定数13人[22]
- 定例会（年4回）
- 委員会
  - 常任委員会（総務文教、産業厚生、議会広報）
  - 議会運営委員会

## 官公署
国の機関
- 農林水産省
  - 林野庁北海道森林管理局
    - 知床森林生態系保全センター
    - 網走南部森林管理署斜里・峰浜森林事務所
- 環境省
  - 北海道地方環境事務所釧路自然環境事務所ウトロ自然保護官事務所

道の機関
- 北海道ウトロ診療所
- オホーツク総合振興局網走建設管理部斜里出張所

公益財団法人
- 知床財団

## 公共施設
- ゆめホール知床
- 斜里町立図書館
- 知床博物館・姉妹町友好都市交流記念館
- 斜里町総合保健福祉センター ぽると21
- 斜里町老人福祉センター ふれあいの家
- 斜里町高齢者生活福祉センター あおばの家

## 公共機関
警察
- 斜里警察署
  - 署所在地交番、中斜里駐在所、ウトロ駐在所

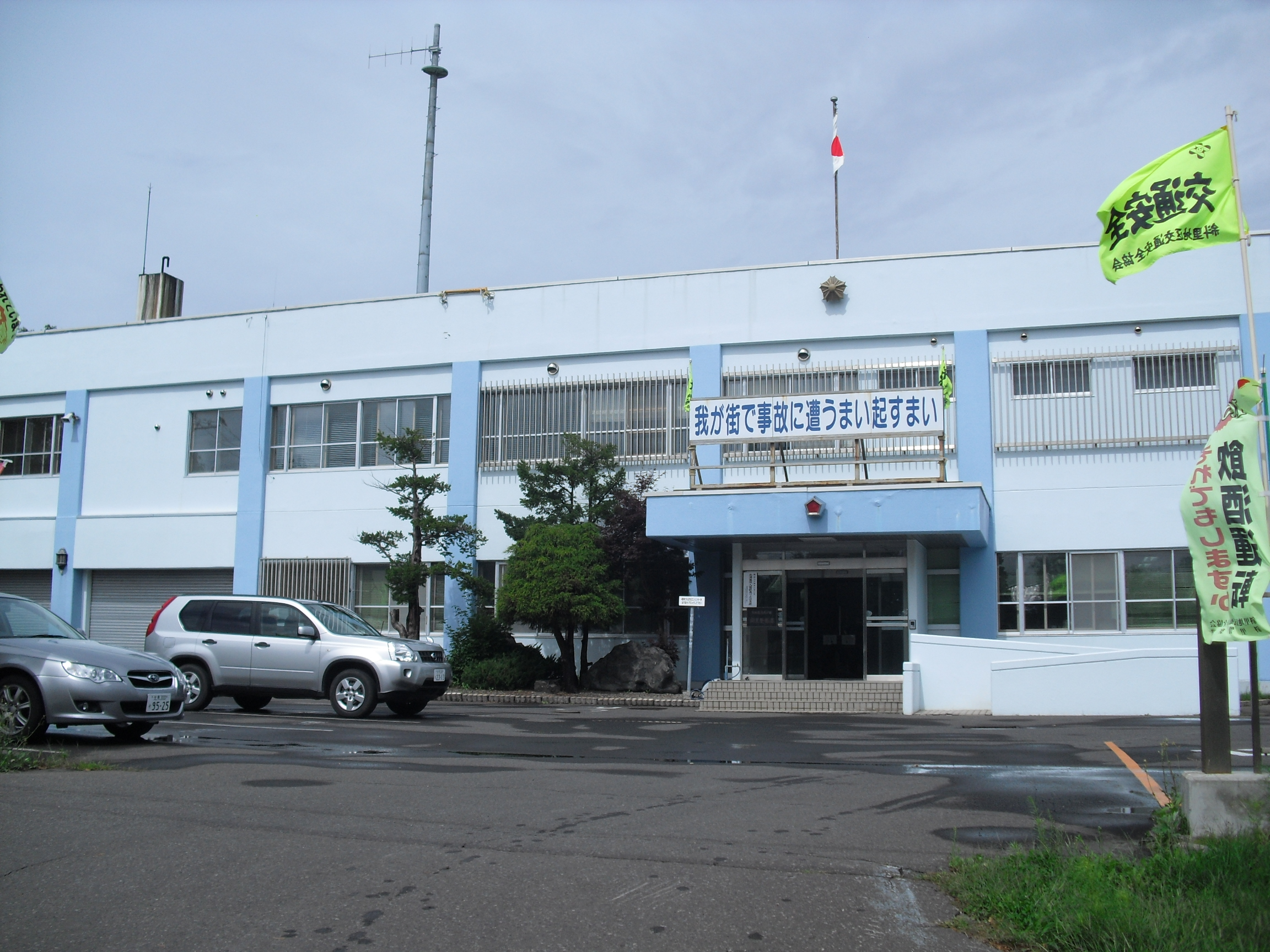
斜里警察署（2013年8月）

消防
- 斜里地区消防組合消防本部・消防署[23]
  - ウトロ分署

病院
- 斜里町国民健康保険病院[24]

## 教育機関
高等学校
- 北海道斜里高等学校

中学校
- 斜里町立斜里中学校

小学校
- 斜里町立斜里小学校
- 斜里町立朝日小学校

義務教育学校
- 斜里町立知床ウトロ学校

保育園
- 双葉保育園
- はまなす保育園
- 中斜里保育所
- 以久科保育所
- 朱円保育所
- ウトロ保育所

幼稚園
- 大谷幼稚園

学校教育以外の施設
- 斜里自動車学校

## 経済・産業

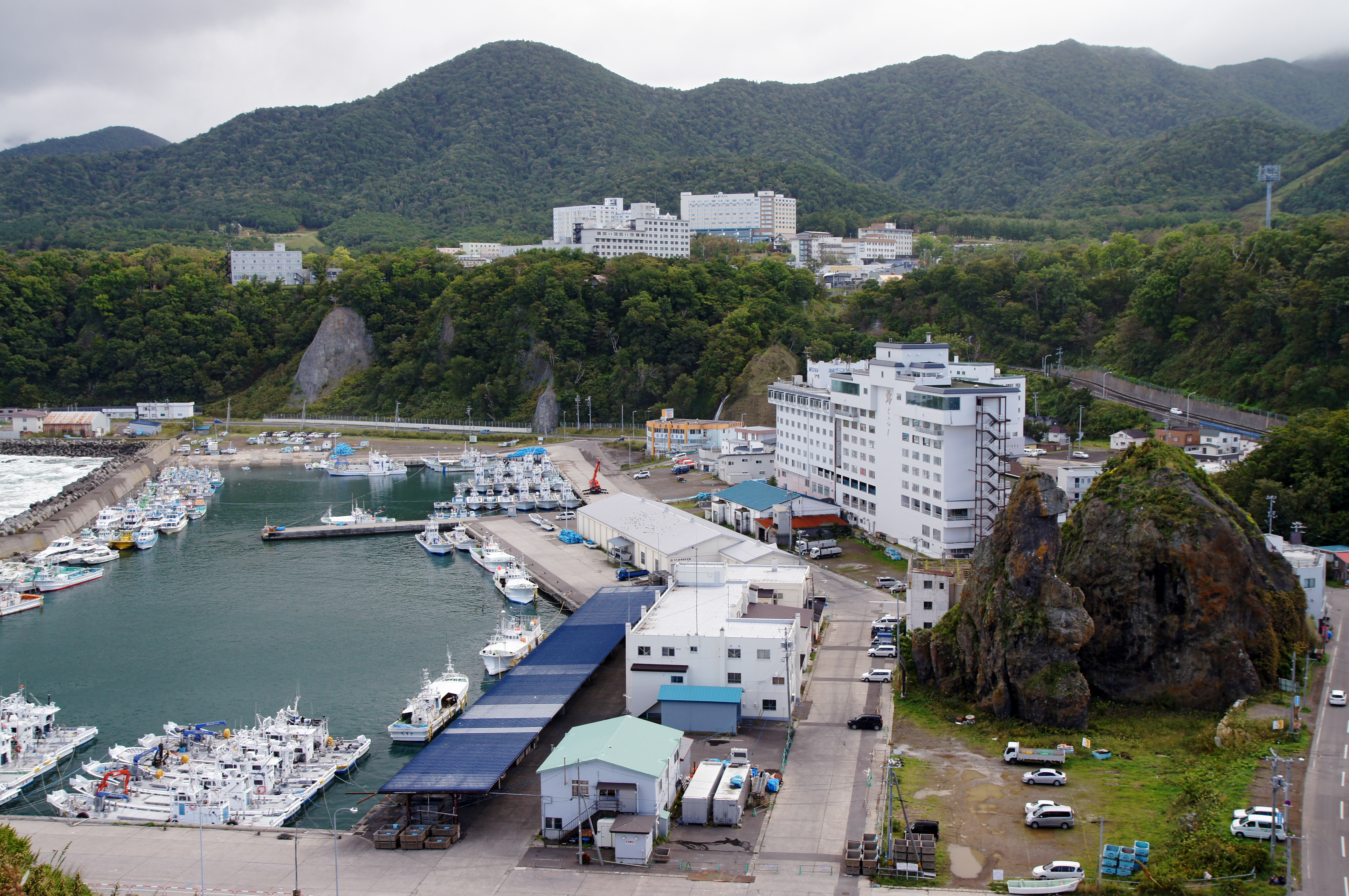
ウトロ漁港第1港区（旧港区）とウトロ温泉街（2011年9月）

農業はジャガイモ（馬鈴薯）、テンサイ、小麦が主要3作物として作付している。漁業は主体であるサケ・マスの定置網漁業が、日本国内有数の漁獲量を有している。
観光に関して知床が脚光を浴びるようになったのは、1958年（昭和33年）の斜里—ウトロ間道路の開通とされている。以後、映画のロケーション撮影や1962年（昭和37年）の定期観光船就航、1964年（昭和39年）の知床国立公園指定、1971年（昭和46年）の『知床旅情』の大ヒットなどにより「知床ブーム」が起こり、ウトロが観光地として飛躍した。1980年（昭和55年）に知床横断道路が開通し、1981年（昭和56年）の観光客入込数が100万人を突破した。
2000年（平成12年）頃から自然案内をするガイド事業者が現れ、エコツーリズムの考えのもと景勝地観光とは違った魅力を全国に先駆けて実践した。2005年（平成17年）には知床が世界自然遺産に登録。2007年（平成19年）に道の駅うとろ・シリエトク、道の駅しゃりがオープン。2011年（平成23年）に知床五湖の高架木道が完成した。
立地企業
- ホクレン農業協同組合連合会（ホクレン）
- 丸中しれとこ食品
- ハッピーフーズ
- マルヒ水産
- プレジール
- サンエイ工業
- 斜里バス
- 丸市斜里魚菜卸売市場
- EZOX
- 東京美装北海道
- 知床グランドホテル
- 知床第一ホテル
- ルートイングランティア知床 斜里駅前

組合
- しれとこ斜里農業協同組合（JAしれとこ斜里）[27]
- 斜里第一漁業協同組合[28]
- ウトロ漁業協同組合
- 網走地区森林組合斜里事業所
- 斜里ポテト協同組合
- 斜里地区砂利協業組合
- ウトロ温泉事業協同組合

スーパーマーケット
- 道東ラルズ（アークスグループ）
  - ラルズマート斜里店
- ホクレン商事
  - エーコープしゃり店
- マルサン美田二
  - ビッグマートみたに
  - しれとこ店
- ダイゼン
  - DZマート斜里店

金融機関
- 北洋銀行斜里支店
- 北海道銀行斜里支店
- 網走信用金庫斜里支店
- JAバンク北海道（北海道信用農業協同組合連合会）JAしれとこ斜里本所
- JFマリンバンク北海道（北海道信用漁業協同組合連合会）ウトロ、斜里第一

郵便局
- 斜里郵便局（集配局）
- 宇登呂郵便局（集配局）
- 斜里南郵便局
- 中斜里郵便局
- 朱円簡易郵便局

宅配便
- ヤマト運輸斜里センター
- 佐川急便網走営業所（所在地は網走市）

## 交通

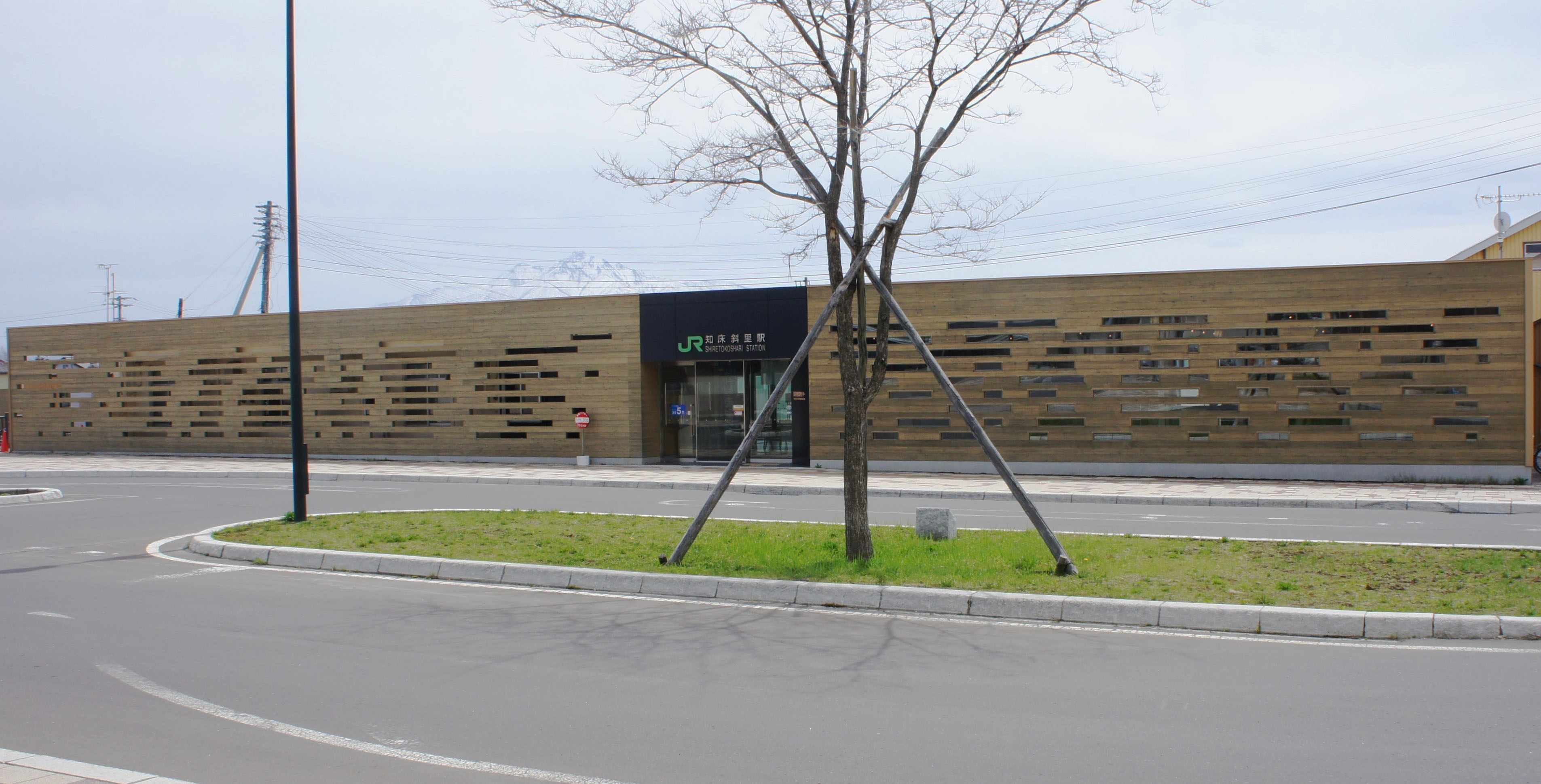
知床斜里駅（2017年5月）

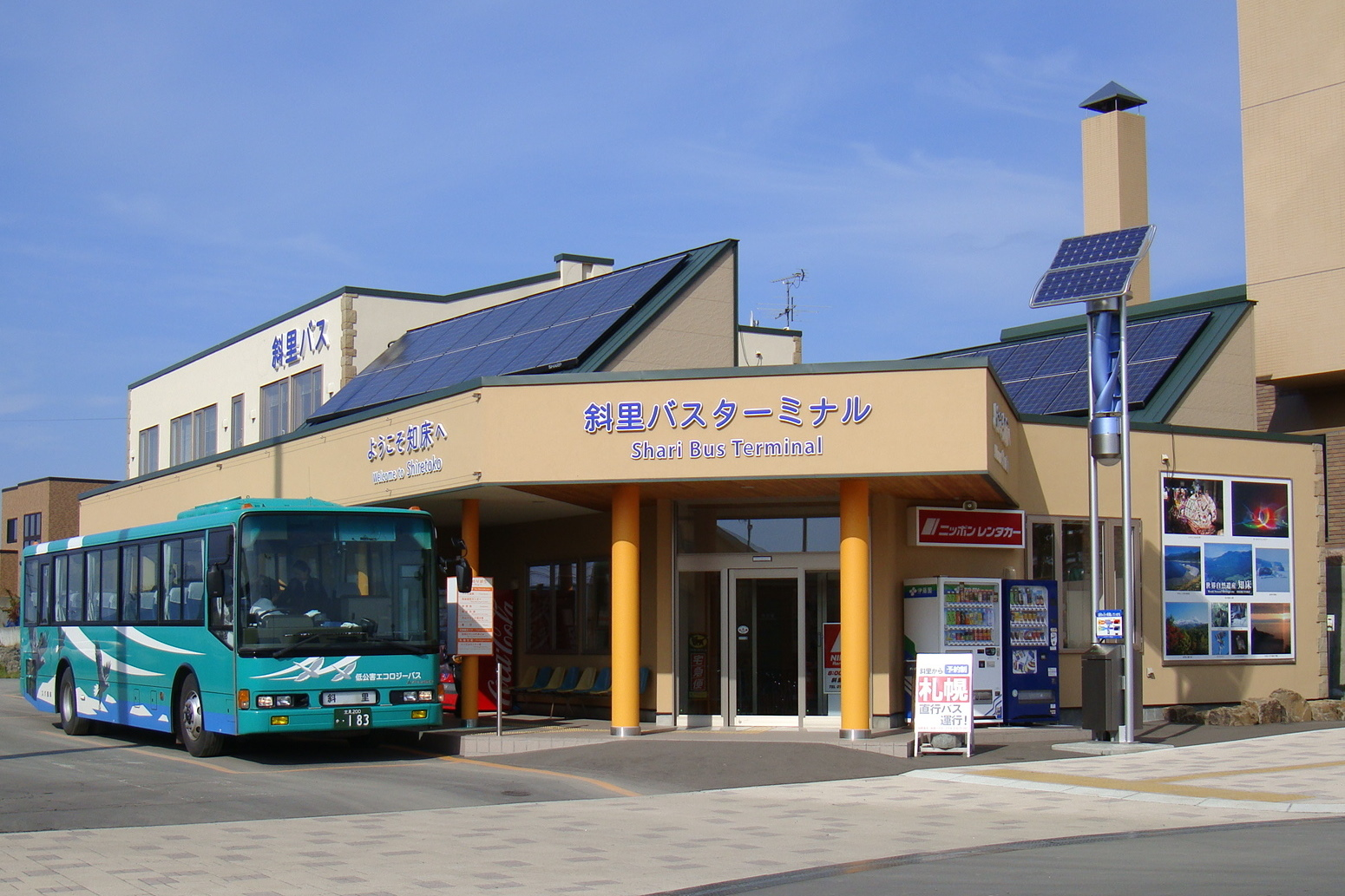
斜里バスターミナル（2009年10月）

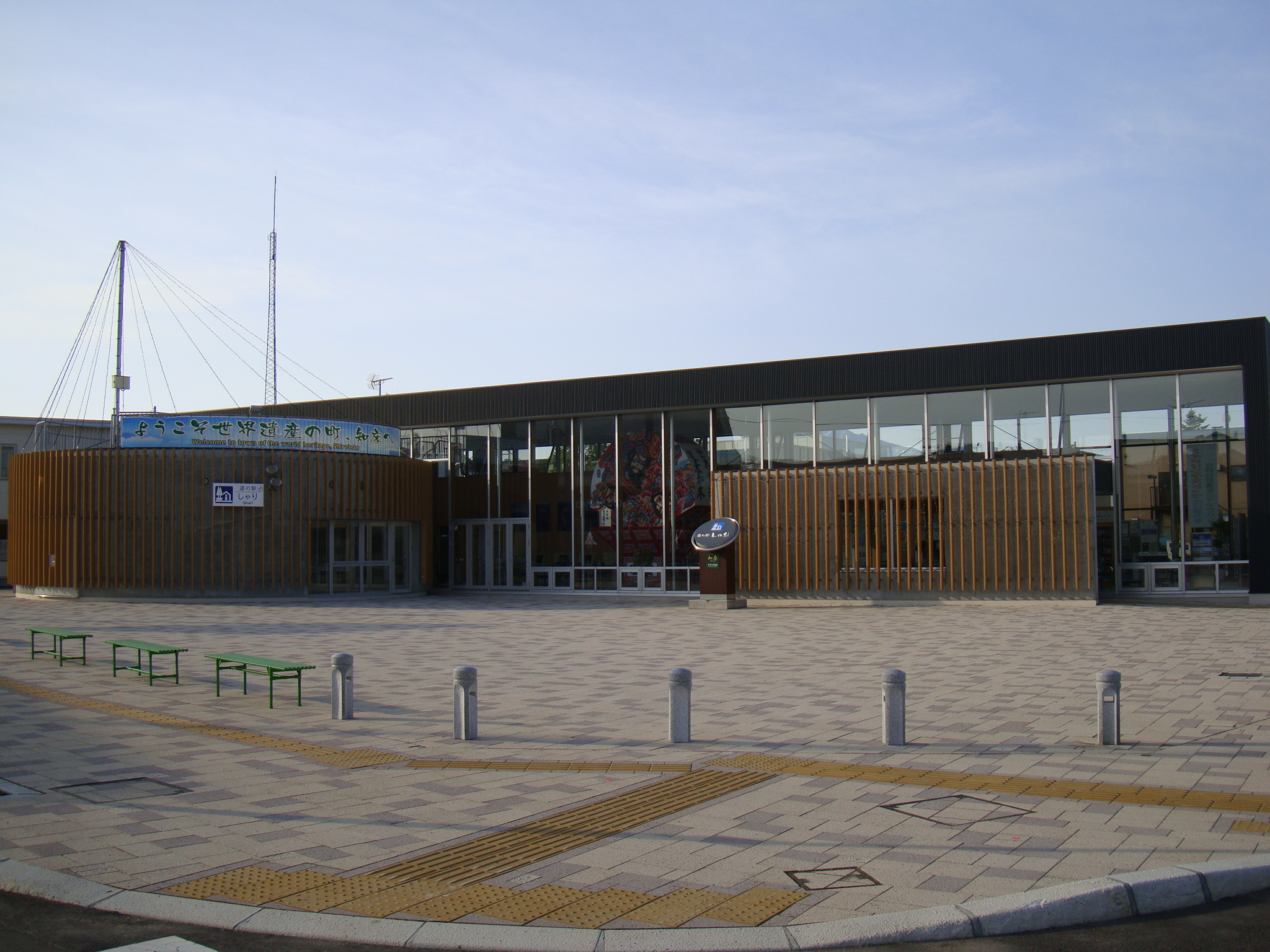
道の駅しゃり（2009年5月）

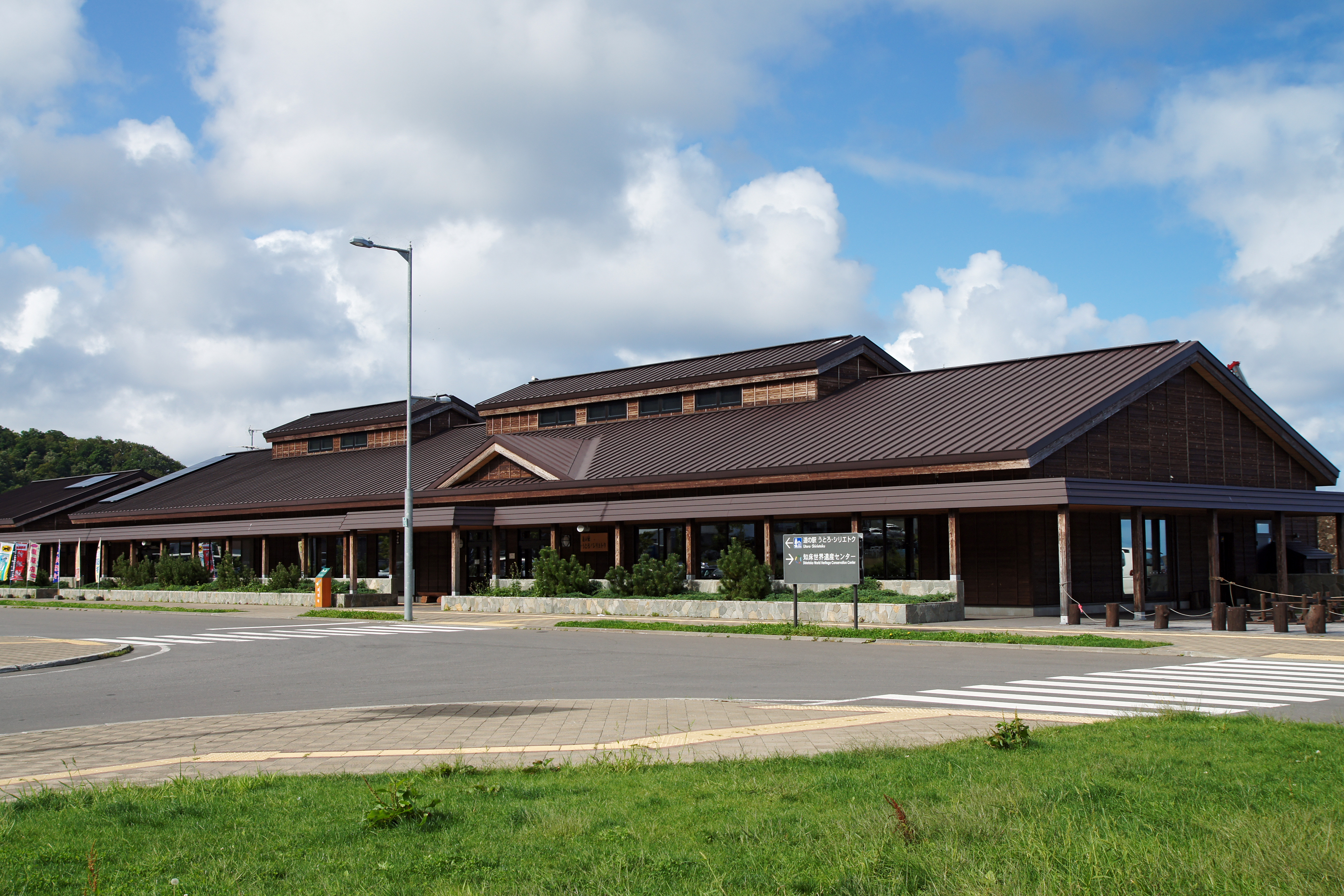
道の駅うとろ・シリエトク（2011年9月）

### 鉄道
- 北海道旅客鉄道（JR北海道）
  - ■釧網本線：知床斜里駅 - 中斜里駅
    - 中斜里駅の隣にあった南斜里駅は2021年3月13日のダイヤ改正時に廃止された[29][30]。

廃止となった路線
- 日本国有鉄道（国鉄）
  - 根北線：斜里駅 - 以久科駅 - 西二線仮乗降場 - 下越川駅 - 十四号仮乗降場 - 十六号仮乗降場 - 越川駅

### バス
- 斜里バス
  - 知床方面（一部阿寒バスと相互乗り入れ）、網走市方面のほか、札幌市方面高速バス「イーグルライナー」（北海道中央バスと営業協力）、女満別空港方面「知床エアポートライナー」（網走バスと共同運行）を運行する。

網走バスが運行していた網走市方面への一般路線バスは2018年（平成30年）6月1日付で廃止となり同日より斜里バスが運行する。

### タクシー
- 斜里タクシー
- ウトロ観光ハイヤー

### 道路
町内を通る幹線道路は、シーニックバイウェイの「東オホーツクシーニックバイウェイ」になっている。また、国道244号と国道334号を軸にその前後に続く道路は、直線区間が長く眺める場所の高さと越えていく丘の視覚効果により奥行き感のある直線道路の展望が人気の観光スポットにもなっている。
- 一般国道
  - 国道244号
    - 根北峠

  - 国道334号
    - 知床峠（知床横断道路）
- 都道府県道
  - 北海道道92号斜里停車場線
  - 北海道道93号知床公園線
  - 北海道道769号斜里停車場美咲線
  - 北海道道802号斜里港線
  - 北海道道827号越川中斜里停車場線
  - 北海道道945号豊里中斜里停車場線
  - 北海道道946号向陽清里停車場線
  - 北海道道1000号富士川上線
  - 北海道道1115号摩周湖斜里線
- 道の駅
  - しゃり
  - うとろ・シリエトク

### 観光船
| 名称                                                 | 船舶                           | 備考                                 |
| ---------------------------------------------------- | ------------------------------ | ------------------------------------ |
| 道東観光開発                                         | おーろら                       |                                      |
| 丸は宝来水産（ゴジラ岩観光）                         | カムイワッカ55、カムイワッカ88 | 羅臼港発着沿岸航路でも別の船舶を運航 |
| フォックス                                           | FOX FIVE                       |                                      |
| ホワイトリリー旭川（知床クルーザー観光船ドルフィン） | DOLPHEN III                    |                                      |

2022年4月23日に運航会社「知床遊覧船」が運行するKAZU Ⅰが沈没する知床遊覧船沈没事故が発生し、同年6月16日に運航会社「知床遊覧船」は旅客不定期航路事業の許可を取り消された。この事故を受けて小型観光船の事業者3社でつくる「知床小型観光船協議会」は、運航判断を複数社で協議すること、単独運航しないこと、浸水を感知するシステムの導入などをルール化した。

## 世界遺産・文化財

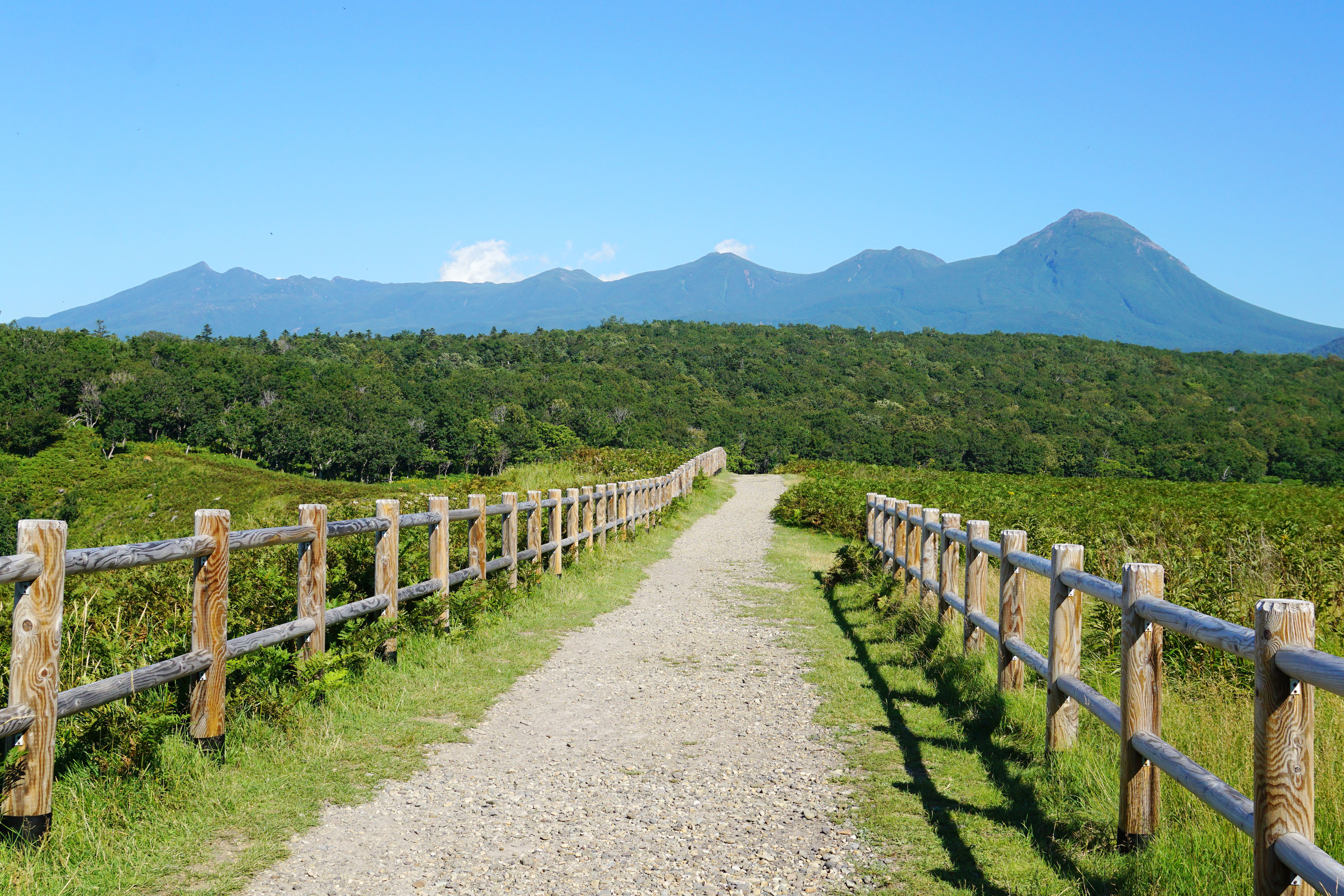
フレペの滝遊歩道と知床連山（2014年8月）

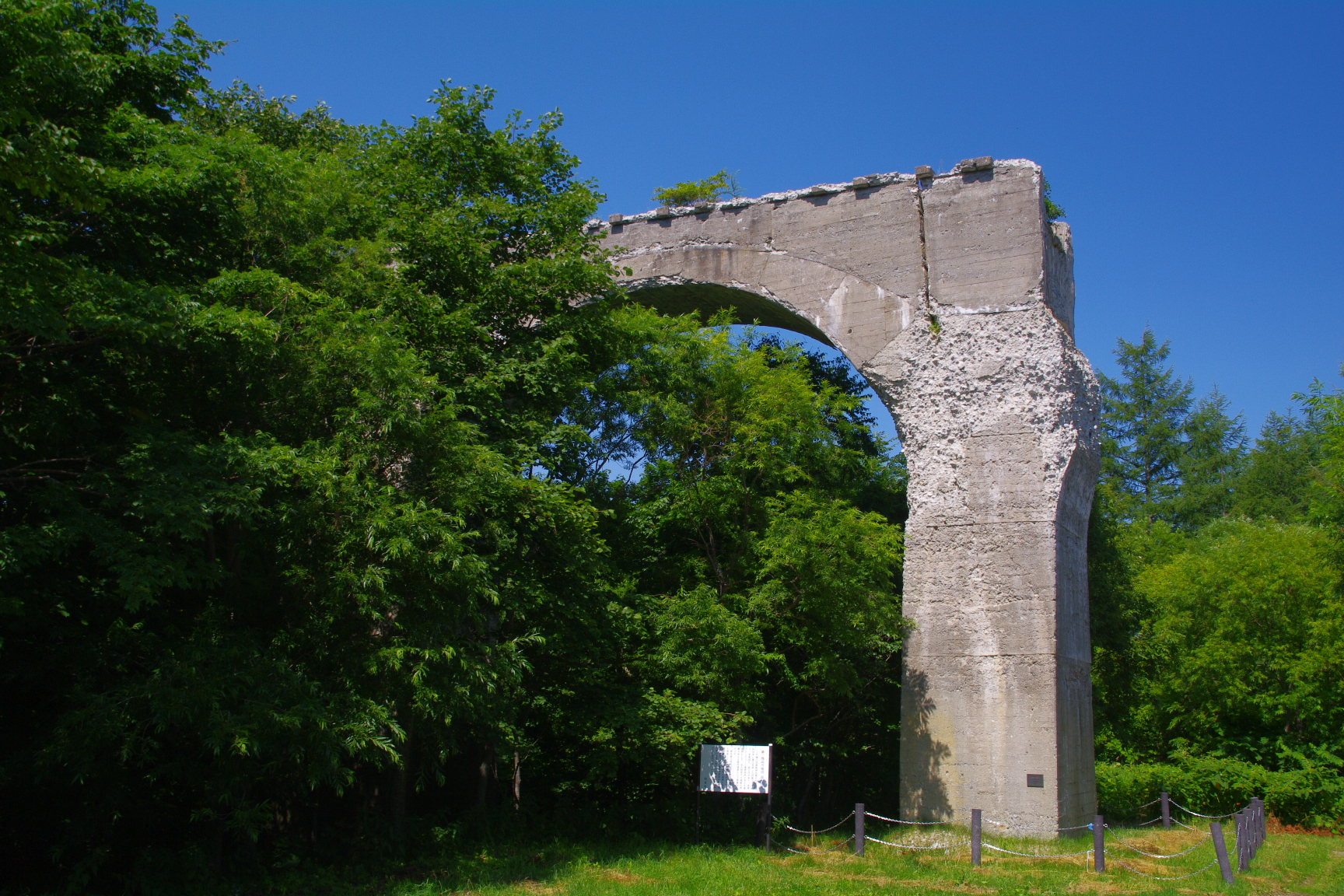
越川橋梁（2009年8月）

「指定文化財」参照

### 世界自然遺産
- 知床

### 文化財
国登録
- 登録有形文化財
  - 旧国鉄根北線越川橋梁[39]

道指定
- 天然記念物
  - 斜里海岸の草原群落[40]
  - オシュンコシュン粗粒玄武岩柱状節理[40]
- 史跡
  - 斜里朱円周堤墓群[40]
  - 朱円竪穴住居跡群[40]
- 有形文化財
  - 斜里朱円周堤墓群出土品[40]

町指定
- 史跡
  - 津軽藩士シャリ陣屋跡
  - 津軽藩士墓所跡
  - シャリ運上屋（会所）跡
- 文化財
  - 旧斜里神社拝殿
- 有形文化財
  - 絵馬
  - 歌枕額
  - 斜里神社石灯籠
  - 津軽藩士死没者の供養碑
  - 津軽藩士死没者の過去帳

## 観光地・レジャー・祭事・催事
- 知床八景
  - 知床五湖
  - カムイワッカ湯の滝
  - フレペの滝
  - オシンコシンの滝（日本の滝百選）
  - 知床峠
  - プユニ岬
  - オロンコ岩
  - 夕陽台
- 知床自然センター
- 知床世界遺産センター
- 岩尾別温泉
- ウトロ温泉
- 国設知床野営場
- ウナベツ自然休養村管理センター
- ウナベツスキー場
- 天に続く道[41]
- 朱円ストーンサークル
- 越川橋梁
- 知床博物館・姉妹町友好都市交流記念館
- 北のアルプ美術館[42]
- 以久科原生花園

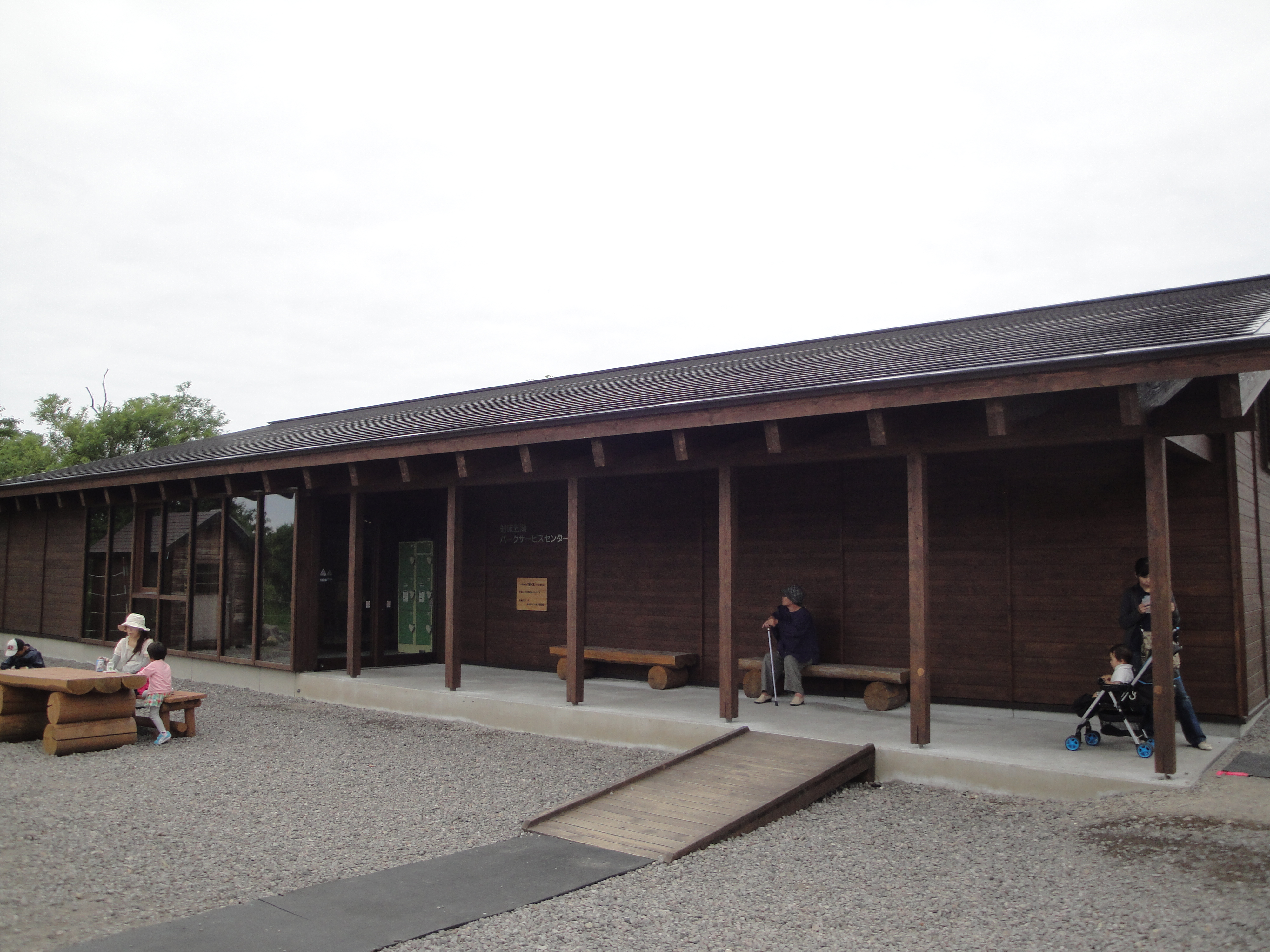
知床五湖フィールドハウス（2011年7月）
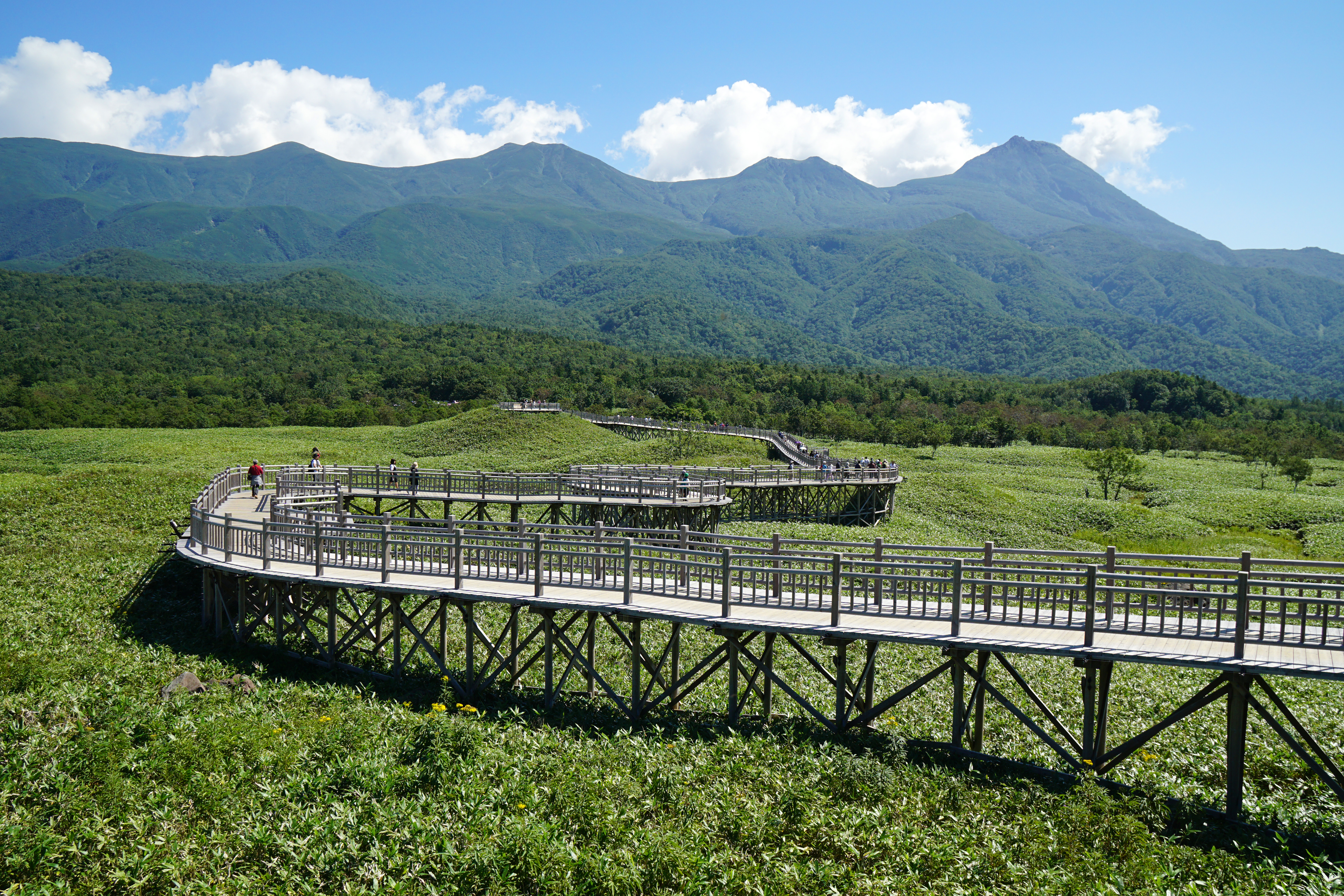
知床五湖の高架木道（2014年8月）
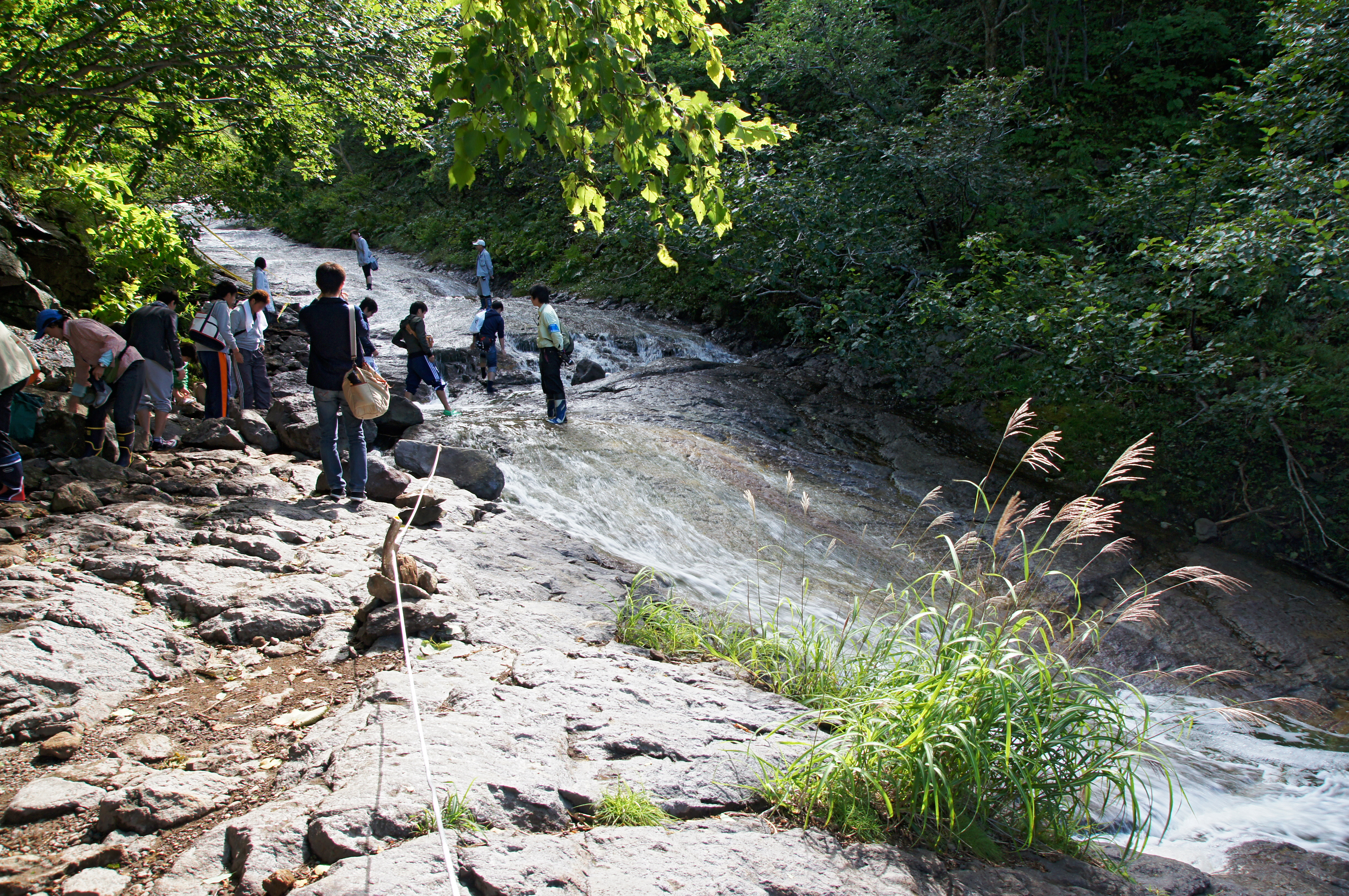
カムイワッカ湯の滝（2011年9月）
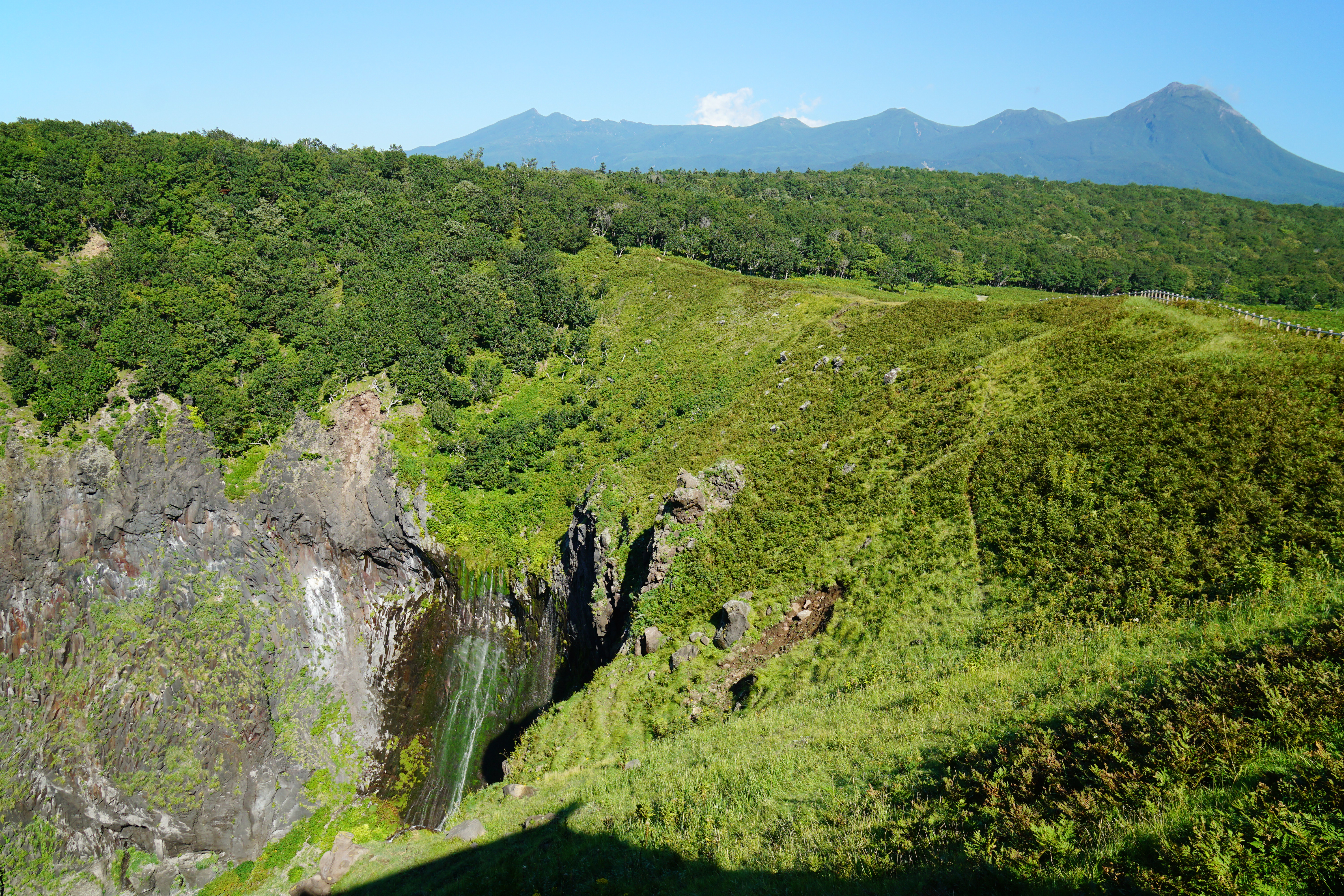
フレペの滝（2014年8月）
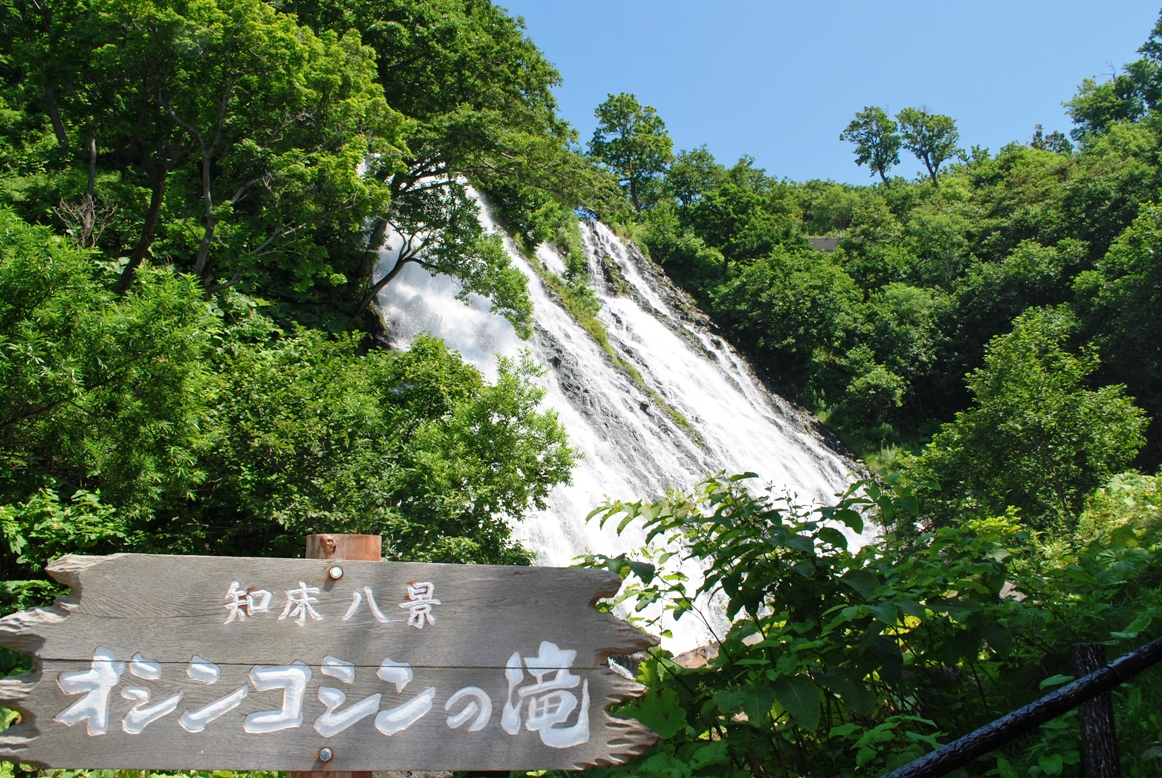
オシンコシンの滝（2009年8月）
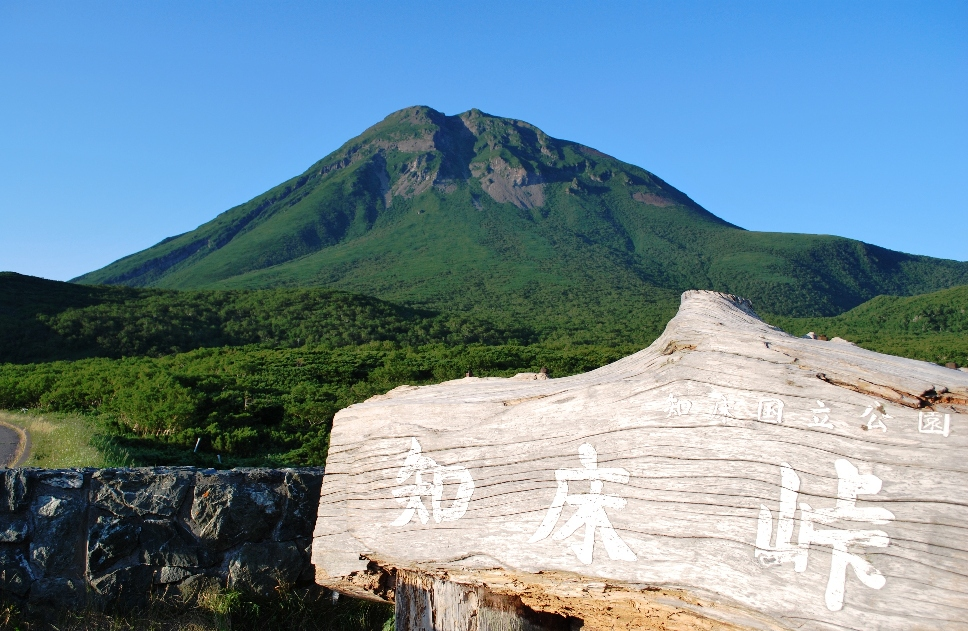
知床峠（2009年8月）
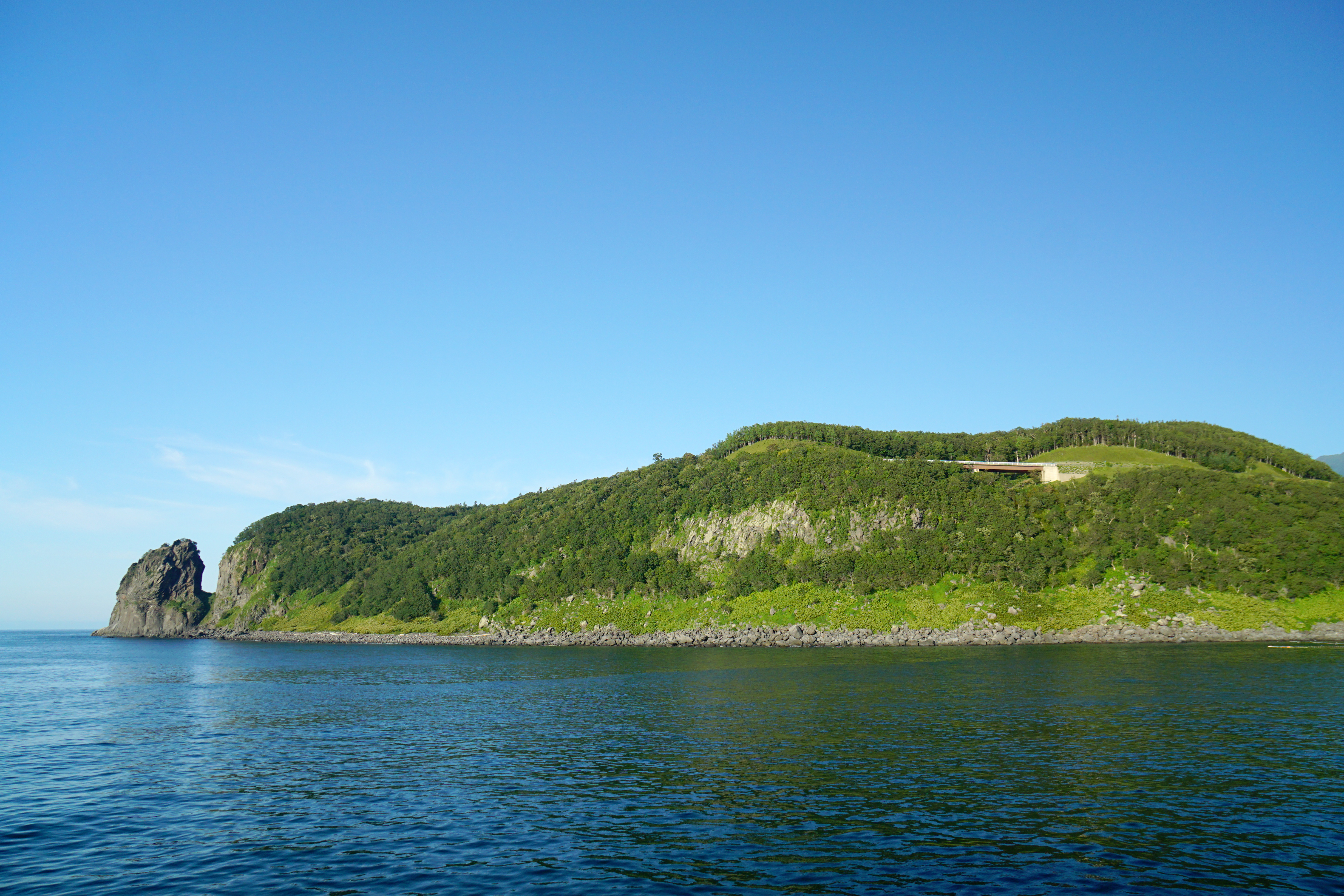
プユニ岬（2014年8月）
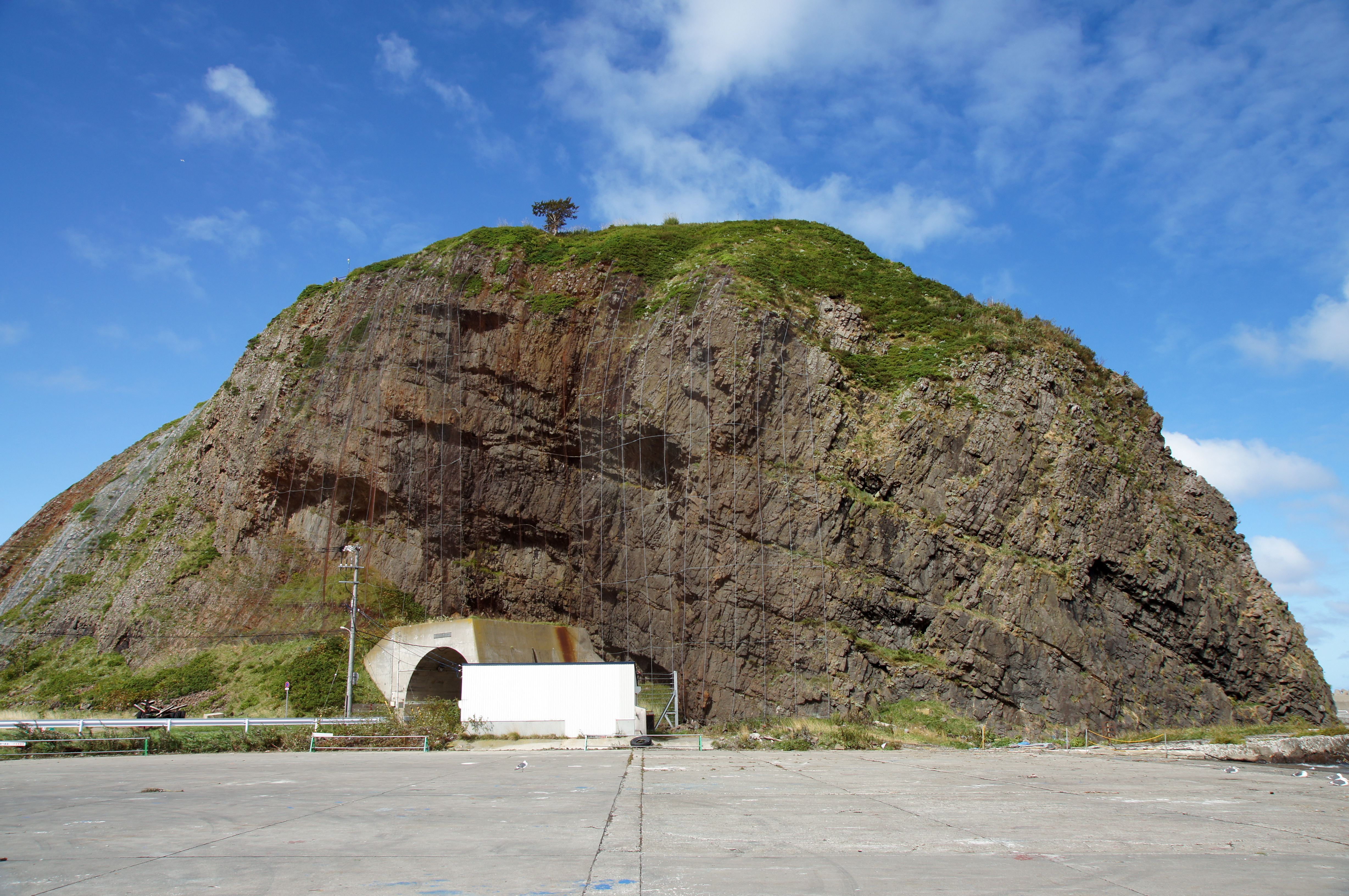
オロンコ岩（2011年9月）
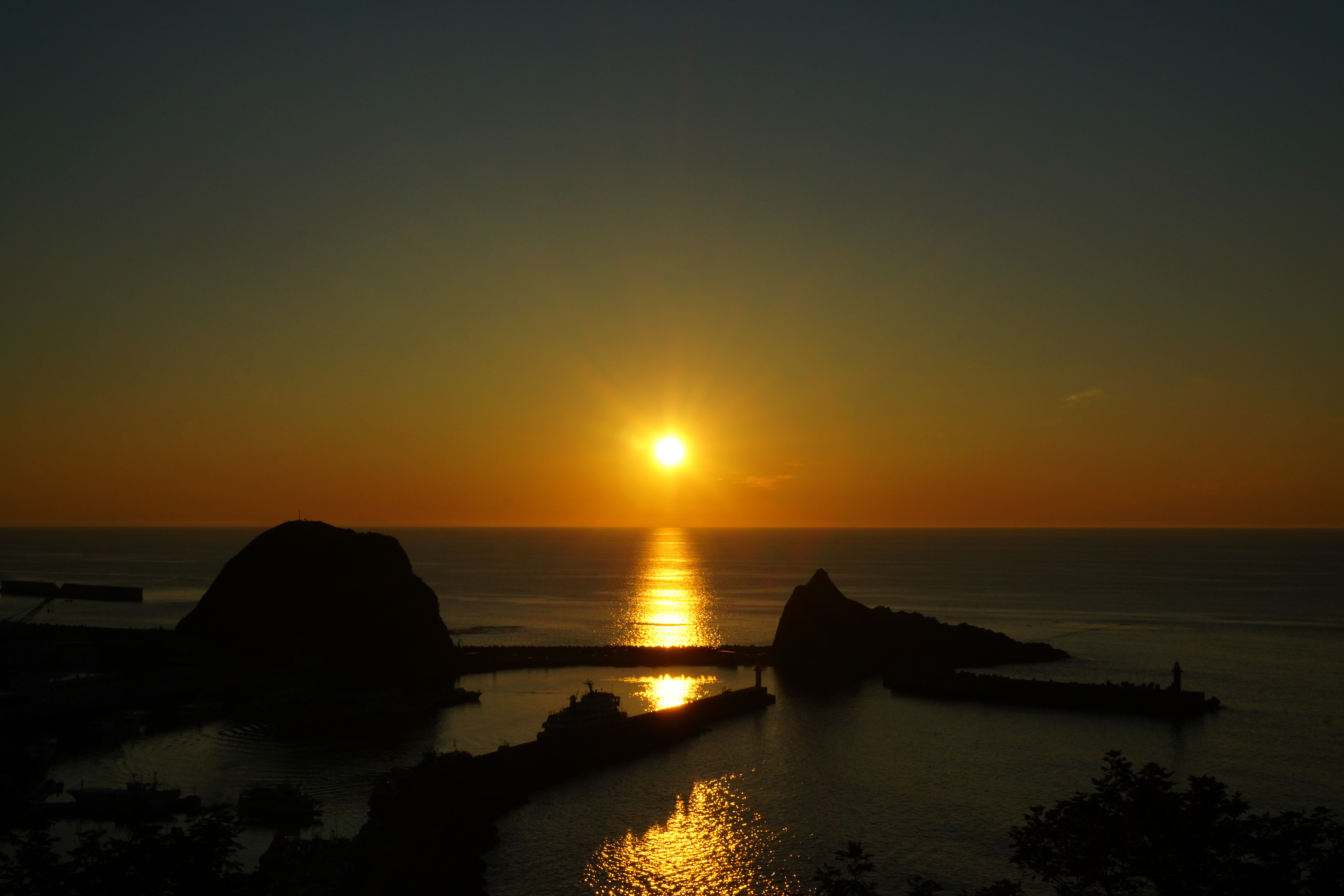
夕陽台からの眺望（2014年8月）
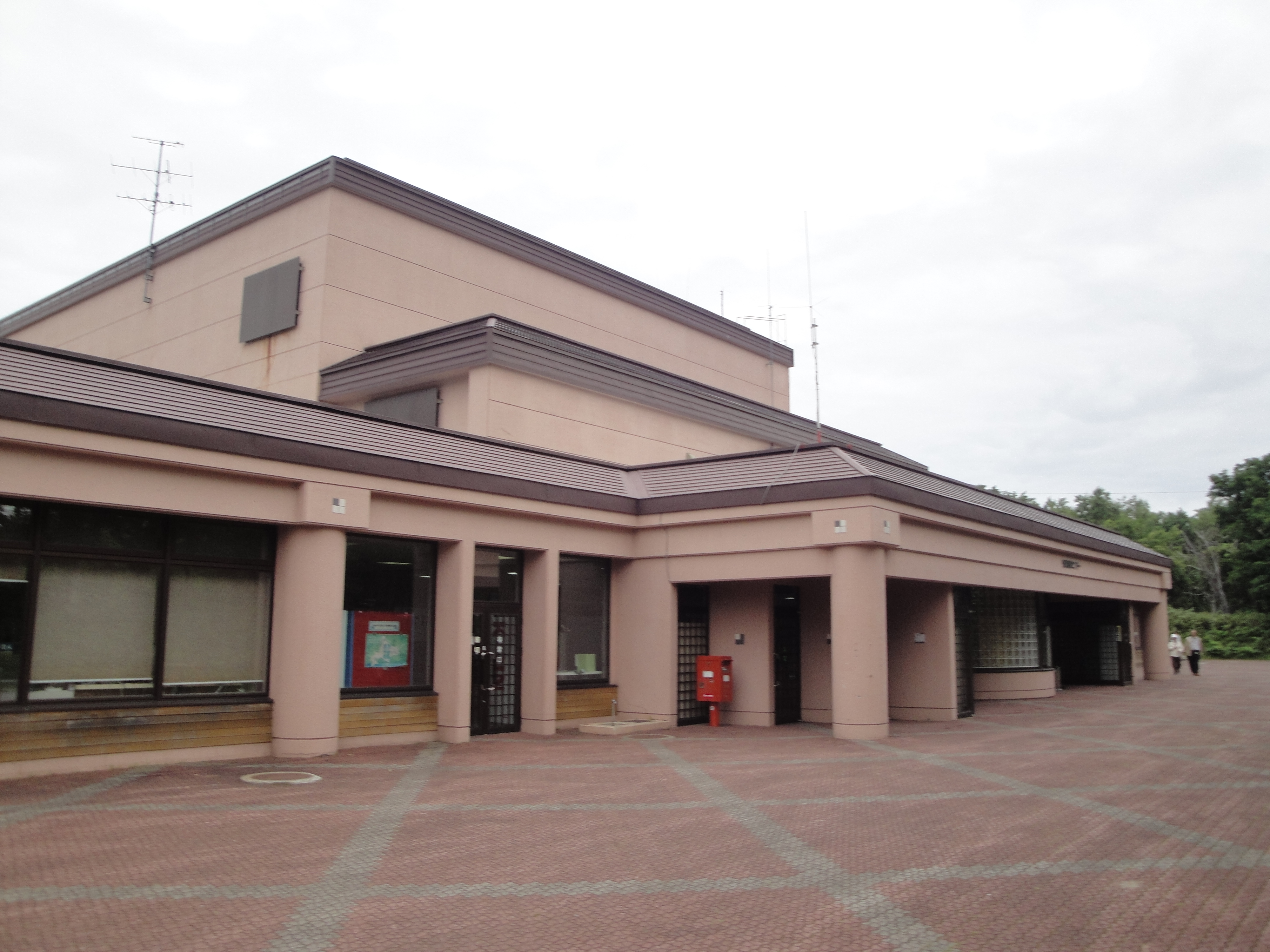
知床自然センター（2011年7月）
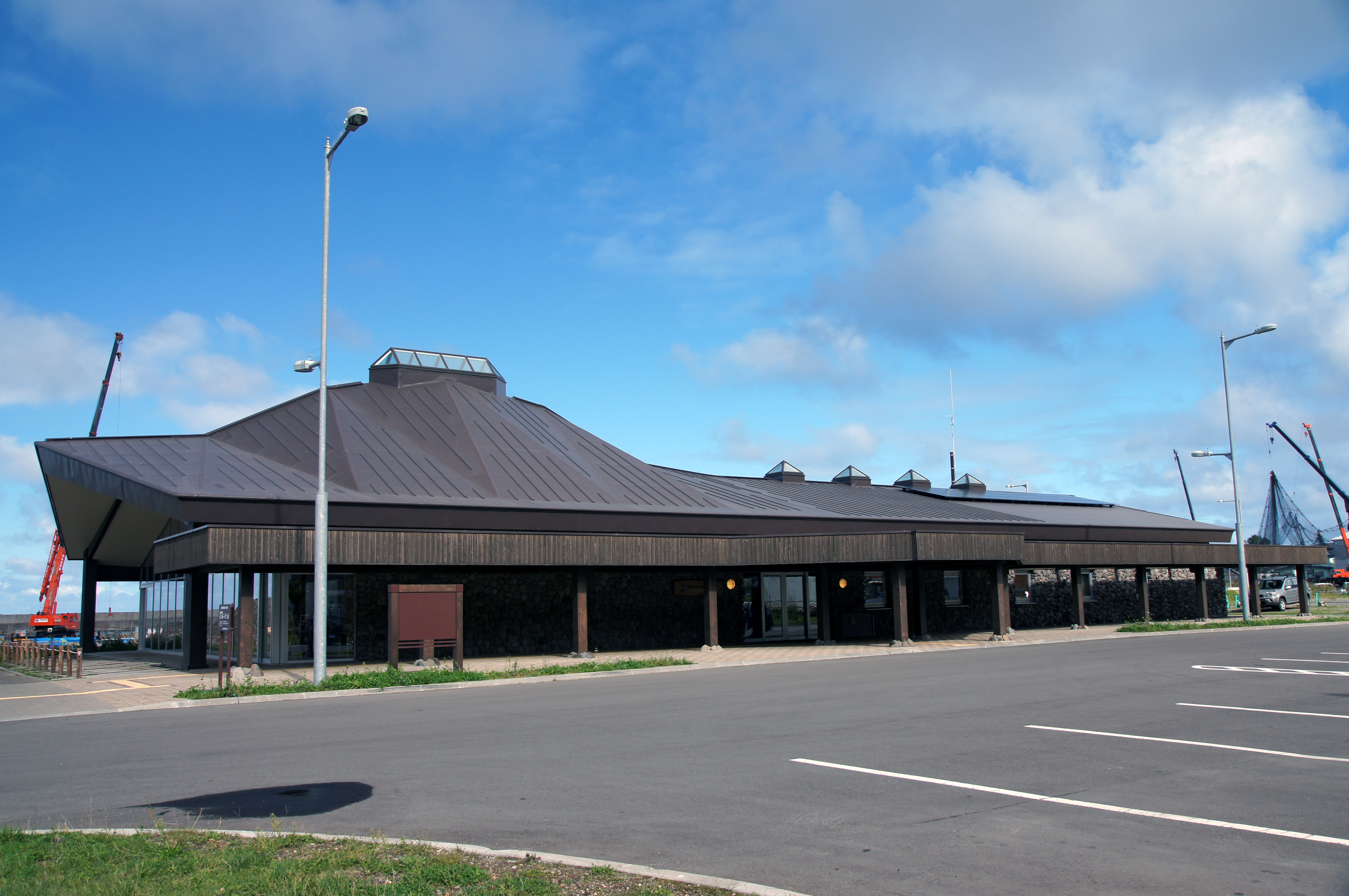
知床世界遺産センター（2011年9月）
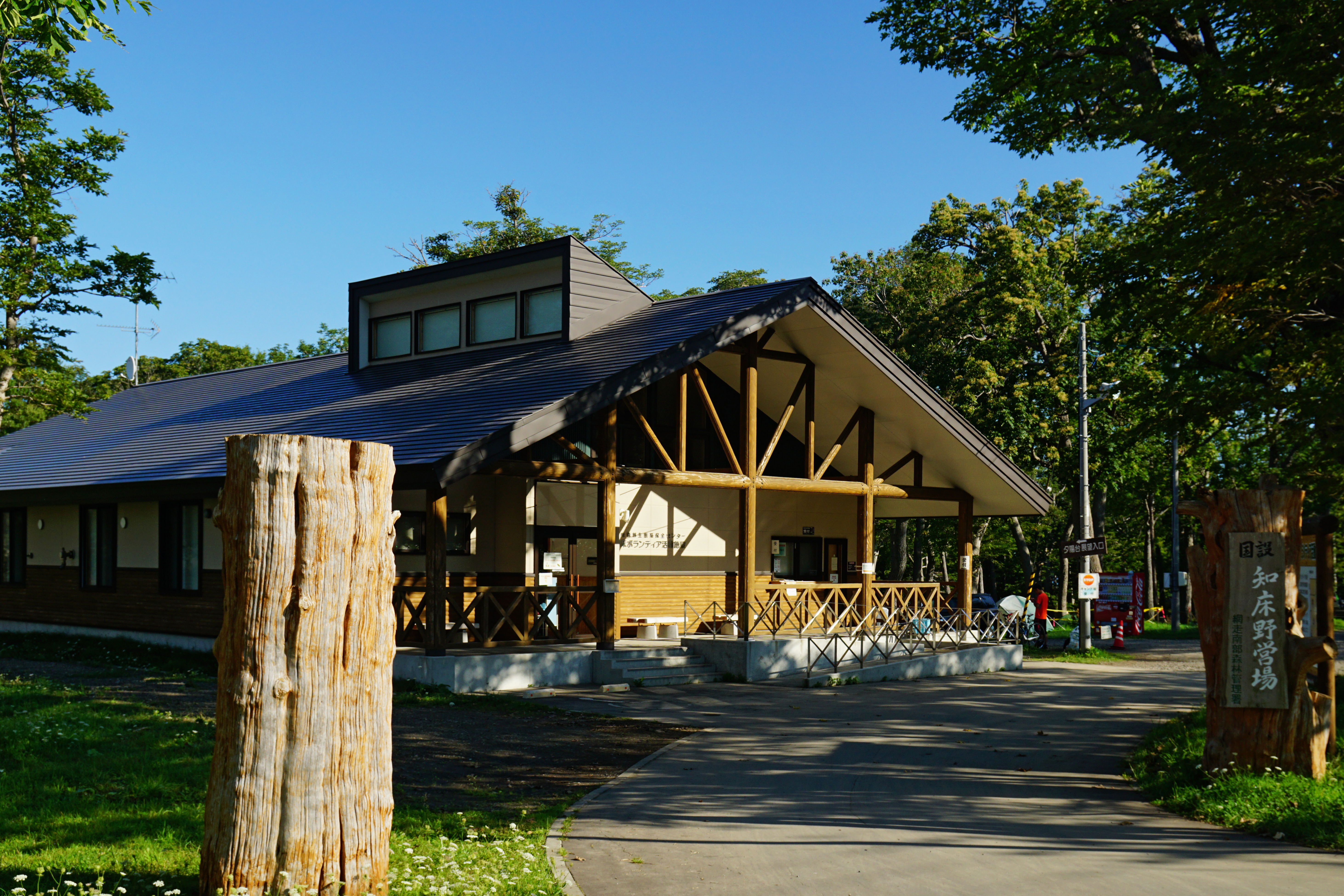
国設知床野営場（2014年8月）
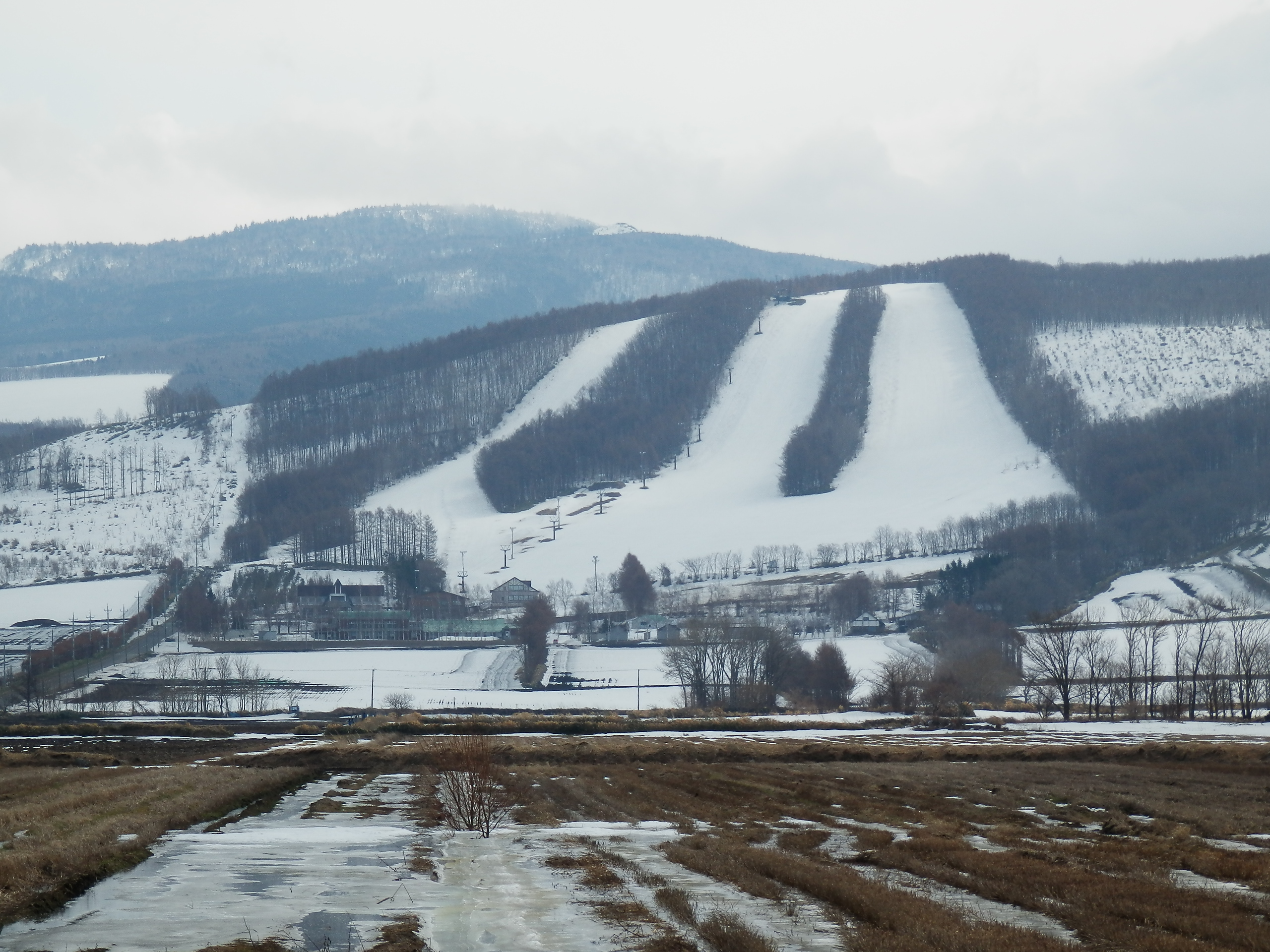
ウナベツスキー場（2013年4月）
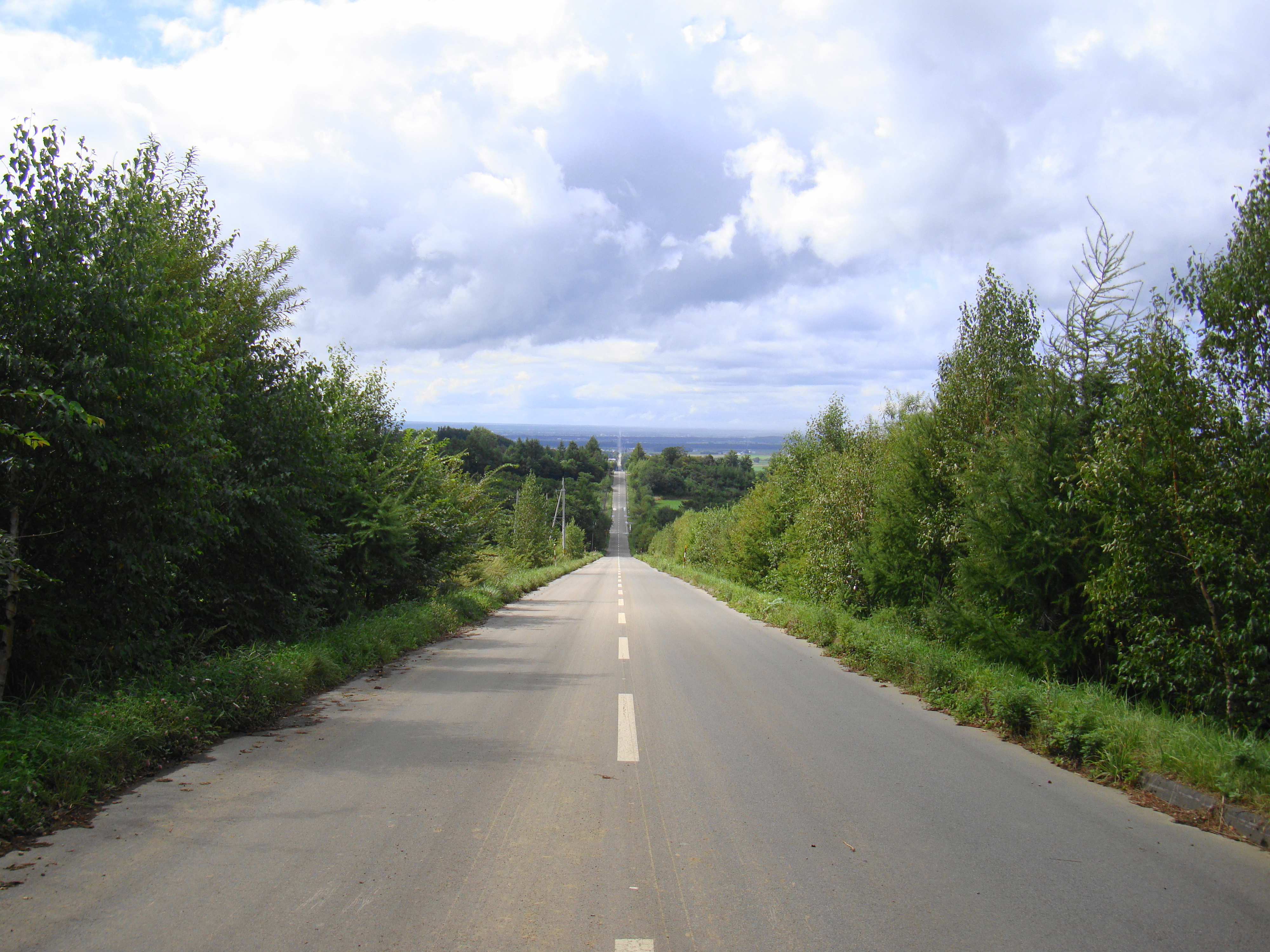
通称「天に続く道」（2012年9月）

### 祭事・催事
- 知床ファンタジア（2月上旬から3月中旬）
- 知床雪壁ウォーク（4月）
- 羅臼岳山開き（7月上旬）
- しれとこ斜里ねぷた（7月下旬）
- しれとこ産業まつり（9月下旬）

## 斜里町がロケ地（舞台）となった作品
映画
- 『地の涯に生きるもの』
- 『男はつらいよ 知床慕情』
- 『光の雨』
- 『銀のエンゼル』
- 『狙った恋の落とし方。』（原題『非誠勿擾』）[43]

ドラマ
- 『夏の約束』

歌
- さとう宗幸「岩尾別旅情」
- 西村由紀江「いとしき知床」[44]

小説
- 乃南アサ『地のはてから』

## 人物
50音順
出身人物
- 加藤成史（NHKアナウンサー）
- 狩野久（歴史学者）
- 神田孝夫（法学者、弁護士）
- 斜里錦菊三（元大相撲力士）
- 武田豊樹（競輪選手、元スピードスケート選手）
- 武部新（政治家、衆議院議員）
- 武部勤（政治家、元衆議院議員）
- 立洸熊五郎（元大相撲力士）
- 雷鼓（ロックバンド）
- 高木唯（フリーダイビング選手）

ゆかりのある人物
- 菊池桃子（タレント、母親が斜里町出身）

## 町民憲章・宣言
斜里町町民憲章
宣言
- 防犯のまち宣言（昭和63年12月27日）[46]
- 知床を守り育てるまち宣言（平成16年10月26日）[46]
- 斜里町非核平和のまち宣言（平成23年9月15日）[46]

## 参考資料
- “ポケット統計しゃり” (PDF).   斜里町 (2014年). 2015年10月26日閲覧。
- “斜⾥町農業・農村振興計画 〜活⼒ある農業・農村の振興をめざして〜” (PDF).   斜里町 (2014年). 2015年10月27日閲覧。
- “斜里町地域防災計画” (PDF). 斜里町防災会議.   斜里町 (2015年). 2015年10月27日閲覧。
- “斜里町観光振興計画” (PDF).   斜里町 (2015年). 2015年10月27日閲覧。